# Réorganisation des corps d'infanterie français (1793)
Pour les articles homonymes, voir Réorganisation des corps d'infanterie français et Amalgame.
Le premier amalgame également connu sous les noms de première réorganisation ou première formation est un
amalgame des deux armées françaises composées des régiments d'Ancien Régime et bataillons de volontaires nationaux durant le début de la Révolution française.
La Convention nationale prescrivit, par décrets des 8 ventôse an I (26 février 1793) et 25 thermidor an I (12 août 1793), que l'infanterie de ligne cesserait d'être désignée sous la dénomination de régiment, et que ces corps prendraient à l'avenir le nom de demi-brigades.

## Préambule
La toute jeune République de 1793 dispose, après la levée en masse, de deux armées : l’ancienne armée royale et les bataillons de volontaires nationaux.

En février 1793, la France n’avait que 200 000 hommes sous les drapeaux ; en juillet, 500 000 ; en septembre, 732 000 ; et 804 000 soldats en décembre 1793 répartis en 15 armées.
Il en résulte deux armées :
- des bataillons possédant une surabondance de volontaires nationaux aux officiers élus ;
- une armée royale ne possédant plus que de maigres régiments, dont les effectifs sont minés par l'émigration et la désertion, en outre cette armée suit les règlements de l'Ancien Régime. 
La force du régiment de l'armée est de 1 029 hommes[3] avec 2 bataillons.

## Historique
Par le décret du 8 ventôse an I (26 février 1793) sur proposition de Edmond Louis Alexis Dubois-Crancé, du 4 pluviôse an I (23 janvier 1793), la Convention décrète l'amalgame de l'armée royale et des bataillons de volontaires nationaux.
Ce décret sur l'amalgame a pour but de réunir ces deux armées en associant deux bataillons de volontaires et un bataillon de ligne de l'ancienne armée royale dite ci-devant pour constituer une unité nouvelle, la demi-brigade.
La fusion de troupes anciennes et de jeunes volontaires doit de plus permettre de contrôler l'esprit des soldats, de prévenir la défection des militaires de profession en minorité au sein des soldats républicains, d'amener une amélioration dans la formation des jeunes recrues au contact de l'expérience des anciens militaires.
La mise en place du décret se fit à partir des instructions du 21 nivôse an II (10 janvier 1794), mais ne fut vraiment réalisé totalement que deux ans après, lors du deuxième amalgame.
Le décret prévoyait l'amalgame des 198 bataillons de ligne, unis à 396 bataillons de volontaires, pour former 198 demi-brigades d'infanterie de ligne de première formation et l'amalgame des 15 bataillons d'infanterie légère unis à des corps francs à pied et des troupes d'infanterie des légions, pour former 15 demi-brigades d'infanterie légère de première formation.

La force de chaque demi-brigade, prévue par le décret, est de 2 437 hommes, officiers et canonniers compris comprenant 1 compagnie de canonniers et 3 bataillons de 9 compagnies, dont 1 de grenadiers. Toutefois les formations eurent, dans la réalité, des effectifs très variables.
Ces nombres seront portés à 209, pour les demi-brigades d'infanterie de ligne et à 40 pour les demi-brigades d'infanterie légère.

Sur le papier on comptait 254 demi-brigades d'infanterie de ligne et 42 demi-brigades d'infanterie légère.
Mais, cet amalgame ne s'effectue pas complètement.

Sur les 254 demi-brigades d'infanterie de ligne, il faut en déduire 49 qui ne purent être organisées, réduisant le nombre à 205 demi-brigades de ligne, qui furent réellement créées de 1793 à 1796.

Sur les 42 demi-brigades d'infanterie légère, 7 n'ont pas été amalgamées, réduisant le nombre à 35 demi-brigades légères complètes.

Les bataillons de volontaires qui n'entrèrent pas dans la composition des demi-brigades de première formation, contribuèrent à l'organisation de celles de deuxième formation.
L'envahissement d'une partie des frontières françaises et les guerres de la première Coalition ne permirent pas de compléter immédiatement cette organisation. Celle-ci fut définitivement effectuée à partir du 9 pluviôse an II (28 janvier 1794).

Les désastres de la guerre réduisent une partie des demi-brigades si bien que le nombre de bataillons passe à une moyenne de 2,3. Un remaniement complet de tous les bataillons est alors prescrit en 1796. Cette nouvelle réorganisation est connue sous le nom de deuxième amalgame ou deuxième réorganisation ou deuxième formation.

## Demi-brigades d'infanterie de ligne ou de bataille

### 1redemi-brigade
La 1re demi-brigade de première formation était formée des :
- 1er bataillon du 1er régiment d'infanterie (ci-devant Colonel-Général) ;
- 13e bataillon de volontaires de Paris également appelé Bataillon de la Butte-des-Moulins
- 3e bataillon de volontaires du Loiret

Historique
Formée en pluviôse an II (février 1794) à Arlon, la 1re demi-brigade, fait la campagne avec la armée de la Moselle qui se bat surtout dans le Palatinat et sur le Rhin. En l'an III (1795) elle passe à l'armée de Sambre-et-Meuse avant d'intégrer l'Armée du Rhin en l'an IV (1796).

Lors du second amalgame, elle est incorporée dans la 31e demi-brigade de deuxième formation

### 2edemi-brigade
La 2e demi-brigade de première formation était formée des :
- 2e bataillon du 1er régiment d’infanterie (ci-devant Colonel-Général) ;
- 4e bataillon de volontaires de la Somme
- 5e bataillon de volontaires de Paris

Historique
Formée à Ypres la 2e demi-brigade, fait les campagnes de l'an II et de l'an III avec l'armée du Nord et celle de l'an IV avec l'armée de Sambre-et-Meuse. 

Lors du second amalgame, elle est incorporée dans la 9e demi-brigade de deuxième formation
Personnalités
- Jean-Siméon Domon alors capitaine.

### 3edemi-brigade
La 3e demi-brigade de première formation était formée des :
- 1er bataillon du 2e régiment d'infanterie (ci-devant Picardie)
- 5e bataillon de volontaires de l'Aisne ;
- 5e bataillon de volontaires de la Côte-d'Or également appelé 18e bataillon de volontaires des Réserves

Historique
Formée à Courtrai la 3e demi-brigade, fait les campagnes de l'an II à l'an IV avec l'armée du Nord.

Lors du second amalgame, elle est incorporée dans la 8e demi-brigade de deuxième formation
Personnalités
- Jean-Baptiste Salme alors chef de brigade

### 4edemi-brigade
La 4e demi-brigade de première formation était formée des :
- 2e bataillon du 2e régiment d'infanterie (ci-devant Picardie)
- 3e bataillon de volontaires de la République
- 4e bataillon de volontaires de la Haute-Saône

Historique
La 4e demi-brigade, fait la campagne de l'an II à l'armée de la Moselle et celle de l'an III avec l'armée du Rhin.

Lors du second amalgame, le 1er bataillon est incorporé dans la 89e demi-brigade de deuxième formation, le 2e bataillon dans la 31e demi-brigade de deuxième formation et le 3e bataillon dans la 62e demi-brigade de deuxième formation.
Personnalités
- Jean Louis Gros alors chef de bataillon
- Nicolas-Charles Oudinot alors chef de brigade

### 5edemi-brigade
La 5e demi-brigade de première formation était formée des :
- 1er bataillon du 3e régiment d'infanterie (ci-devant Piémont)
- 1er bataillon de volontaires du Doubs
- 4e bataillon de volontaires de la Seine-Inférieure

Historique
La 5e demi-brigade, fait la campagne de l'an II à l'an IV aux armées du Rhin et de Rhin-et-Moselle.

Lors du second amalgame, elle est incorporée dans la 24e demi-brigade de deuxième formation

### 6edemi-brigade
La 6e demi-brigade de première formation était formée de :
- 2e bataillon du 3e régiment d'infanterie (ci-devant Piémont)
- 2e bataillon de volontaires de l'Aube
- 10e bataillon de volontaires des Vosges
- 13e bataillon de la formation d'Orléans
- 14e bataillon de volontaires de Paris également appelé 14e bataillon de volontaires de la République ou 14e bataillon des piques ou encore 14e bataillon des piquiers
- 24e bataillon de volontaires de la Charente

Historique
Formé à Saint-Cyr en Vendée, la 6e demi-brigade, fait la campagne de l'an II à l'an IV aux armées du Rhin et des Ardennes.

Lors du second amalgame, le 1er bataillon est incorporé dans la 100e demi-brigade de deuxième formation et les 2e et 3e bataillons dans la 6e demi-brigade de deuxième formation.

### 7edemi-brigade
La 7e demi-brigade de première formation n'a pas été formée.

Le 1er bataillon du 4e régiment d'infanterie (ci-devant Provence) qui devait former le noyau de cette demi-brigade n'a pas été amalgamé.
Historique
Lors du second amalgame, le 1er bataillon du 4e régiment d'infanterie (ci-devant Provence) est incorporé dans la 52e demi-brigade de deuxième formation.

### 8edemi-brigade
La 8e demi-brigade de première formation n'a pas été formée.

Le 2e bataillon du 4e régiment d'infanterie (ci-devant Provence) qui devait former le noyau de cette demi-brigade n'a pas été amalgamé car il était aux colonies.
Historique
Le 2e bataillon du 4e régiment d'infanterie (ci-devant Provence) participe aux batailles et combats de la Révolution haïtienne et de l'expédition de Saint-Domingue. Le 2e bataillon, composé de 380 hommes, disparaît complètement lors ces guerres,

Toutefois lors du second amalgame, le dépôt de ce bataillon sera incorporé dans la 52e demi-brigade de deuxième formation.

### 9edemi-brigade
La 9e demi-brigade de première formation était formée de :
- 1er bataillon du 5e régiment d'infanterie (ci-devant Navarre)
- 2e bataillon de volontaires du Finistère
- 3e bataillon de volontaires du Nord

Historique
La 9e demi-brigade, fait les campagnes de l'an III et de l'an IV à l'armée de Sambre-et-Meuse.

Lors du second amalgame, elle est incorporée dans la 105e demi-brigade de deuxième formation.

### 10edemi-brigade
La 10e demi-brigade de première formation était formée de :
- 2e bataillon du 5e régiment d'infanterie (ci-devant Navarre)
- 1er bataillon de volontaires d'Indre-et-Loire
- 2e bataillon de volontaires d'Indre-et-Loire

Historique
La 10e demi-brigade, fait les campagnes de l'an III et de l'an IV à l'Armée de l'Ouest.

Lors du second amalgame, elle est incorporée dans la 33e demi-brigade de deuxième formation.

### 11edemi-brigade
La 11e demi-brigade de première formation n'a pas été formée.

Le 1er bataillon du 6e régiment d'infanterie (ci-devant Armagnac) qui devait former le noyau de cette demi-brigade, ayant été fait prisonnier à Condé le 13 juillet 1793, n'a pas été amalgamé.
Historique
Lors du second amalgame, le 1er bataillon du 6e régiment d'infanterie (ci-devant Armagnac) est incorporé dans la 28e demi-brigade de deuxième formation.

### 12edemi-brigade
La 12e demi-brigade de première formation était formée de :
- 2e bataillon du 6e régiment d'infanterie (ci-devant Armagnac)
- 9e bataillon de volontaires de la Manche
- 12e bataillon de volontaires de la Manche.

Historique
La 12e demi-brigade, fait les campagnes de l'an II, de l'an III et de l'an IV à l'Armée de l'Ouest.

Lors du second amalgame, elle est incorporée dans la 81e demi-brigade de deuxième formation.
Personnalités
Michel Louis Joseph Bonté

### 13edemi-brigade
La 13e demi-brigade de première formation était formée de :
- 1er bataillon du 7e régiment d'infanterie (ci-devant Champagne)
- 5e bataillon de volontaires de la Gironde
- 6e bataillon de volontaires de la Gironde

Historique
Formée le 1er messidor an III (19 juin 1795) à Castellon de Ampurias, la 13e demi-brigade, fait les campagnes de l'an II, de l'an III et de l'an IV à l'Armée des Pyrénées-Orientales.

Lors du second amalgame, elle est incorporée dans la 80e demi-brigade de deuxième formation.

### 14edemi-brigade
La 14e demi-brigade de première formation était formée de :
- 2e bataillon du 7e régiment d'infanterie (ci-devant Champagne)
- 1er bataillon de volontaires du Gard
- 2e bataillon de volontaires du Gard

Historique
La 14e demi-brigade, fait la campagne de l'an III à l'armée des Pyrénées-Orientales.

Lors du second amalgame, elle est incorporée dans la 63e demi-brigade de deuxième formation à l'exception de la 3e compagnie de grenadiers qui est incorporée dans la 51e demi-brigade de deuxième formation

### 15edemi-brigade
La 15e demi-brigade de première formation n'a pas été formée.

Le 1er bataillon du 8e régiment d'infanterie (ci-devant Austrasie) devait former le noyau de cette demi-brigade avec le 3e bataillon de volontaires de l'Allier, le 1er bataillon de volontaires de la Gironde et le 4e bataillon de volontaires d'Indre-et-Loire.
Historique
Le 1er bataillon du 8e régiment d'infanterie (ci-devant Austrasie) fait les campagnes de l'an III et de l'an IV à l'Armée de l'Ouest.

La fusion n'ayant pas été organisée avant le deuxième amalgame, l'ensemble des bataillons entra dans la composition de la 27e demi-brigade de deuxième formation.

### 16edemi-brigade
La 16e demi-brigade de première formation était formée de :
- 2e bataillon du 8e régiment d'infanterie (ci-devant Austrasie)
- 2e bataillon de volontaires de la Haute-Marne
- 3e bataillon de volontaires du Cantal

Historique
La 16e demi-brigade, fait la campagne de l'an II, à l'armée de la Moselle et celle de l'an III à l'Armée du Rhin.

Lors du second amalgame, elle est incorporée dans la 26e demi-brigade de deuxième formation.
Personnalités
- Antoine Manhès alors sous-lieutenant[7]
- Rémy Grillot alors soldat

### 17edemi-brigade
La 17e demi-brigade de première formation était formée de :
- 1er bataillon du 9e régiment d'infanterie (ci-devant Normandie)
- 2e bataillon de volontaires de l'Indre
- 3e bataillon de volontaires de la Seine-Inférieure

Historique
La 17e demi-brigade, fait les campagnes de l'an II à l'armée des côtes de Brest et celles de l'an III et de l'an IV à l'Armée de l'Ouest.

Lors du second amalgame, elle est incorporée dans la première 46e demi-brigade de deuxième formation.

### 18edemi-brigade
La 18e demi-brigade de première formation n'a pas été formée.

Le 2e bataillon du 9e régiment d'infanterie (ci-devant Normandie) qui devait former le noyau de cette demi-brigade n'a pas été amalgamé car il était aux colonies.
Historique
Le 2e bataillon du 9e régiment d'infanterie (ci-devant Normandie) participe aux batailles et combats de la Révolution haïtienne et de l'expédition de Saint-Domingue

Lors du second amalgame, les débris du 2e bataillon du 9e régiment d'infanterie (ci-devant Normandie) seront incorporés dans la première 46e demi-brigade de deuxième formation.

### 19edemi-brigade
La 19e demi-brigade de première formation était formée de :
- 1er bataillon du 10e régiment d'infanterie (ci-devant Neustrie)
- 2e bataillon de volontaires du Mont-Blanc
- 3e bataillon de volontaires des Basses-Alpes

Historique
La 19e demi-brigade, fait les campagnes de l'an II à l'armée des Alpes et celles de l'an III et de l'an IV à l'armée d'Italie.

Lors du second amalgame, elle est incorporée dans la 69e demi-brigade de deuxième formation et un détachement sera incorporé dans la 80e demi-brigade de deuxième formation

### 20edemi-brigade
La 20e demi-brigade de première formation était formée de :
- 2e bataillon du 10e régiment d'infanterie (ci-devant Neustrie)
- 2e bataillon de volontaires de la Lozère
- 7e bataillon de volontaires de l'Isère également appelé 2e bataillon de grenadiers et chasseurs de l'Isère

Historique
La 20e demi-brigade, fait les campagnes de l'an II à l'armée des Alpes et celles de l'an III et de l'an IV à l'armée d'Italie.

Lors du second amalgame, elle est incorporée dans la 11e demi-brigade de deuxième formation.
Personnalités
Jean-Baptiste Estève de Latour

### 21edemi-brigade
La 21e demi-brigade de première formation était formée de :
- 1er bataillon du 11e régiment d'infanterie (ci-devant La Marine)
- 2e bataillon de volontaires du Var
- 1er bataillon de volontaires de la Haute-Garonne

Historique
Formée à Nice le 1er pluviôse an II (20 janvier 1794), la 21e demi-brigade, fait les campagnes de l'an II, de l'an III et de l'an IV à l'armée d'Italie.

Lors du second amalgame, elle est incorporée dans la 32e demi-brigade de deuxième formation.
Personnalités
- Charles Bouge alors capitaine.
- Antoine-Guillaume Rampon alors chef de brigade.
- François Roguet alors adjudant-major

### 22edemi-brigade
La 22e demi-brigade de première formation était formée de :
- 2e bataillon du 11e régiment d'infanterie (ci-devant La Marine)
- bataillon de volontaires de Martigues
- 2e bataillon de volontaires de Marseille également appelé Phalange Marseillaise

Historique
La 22e demi-brigade, fait les campagnes de l'an II, de l'an III, de l'an IV et de l'an V à l'armée d'Italie.

Lors du second amalgame, elle est incorporée dans la 63e demi-brigade de deuxième formation.

### 23edemi-brigade
La 23e demi-brigade de première formation était formée de :
- 1er bataillon du 12e régiment d'infanterie (ci-devant Auxerrois)
- 2e bataillon de volontaires du Pas-de-Calais
- 3e bataillon de volontaires du Calvados

Historique
La 23e demi-brigade, fait les campagnes de l'an II et de l'an III à l'armée du Nord et celle de l'an IV à l'armée de Sambre-et-Meuse.

Lors du second amalgame, elle est incorporée dans la 67e demi-brigade de deuxième formation.

### 24edemi-brigade
La 24e demi-brigade de première formation était formée de :
- 2e bataillon du 12e régiment d'infanterie (ci-devant Auxerrois)
- 3e bataillon de volontaires de la Somme
- 10e bataillon de volontaires des réserves

Historique
La 24e demi-brigade, fait les campagnes de l'an II et de l'an III à l'armée du Nord et celle de l'an IV à l'armée de Sambre-et-Meuse et s'illustra à la bataille de Hondschoote.

Lors du second amalgame, elle est incorporée dans la 61e demi-brigade de deuxième formation.

### 25edemi-brigade
La 25e demi-brigade de première formation était formée de :
- 1er bataillon du 13e régiment d'infanterie (ci-devant Bourbonnais)
- 4e bataillon de volontaires du Doubs
- 4e bataillon de volontaires du Jura

Historique
La 25e demi-brigade, fait les campagnes de l'an II et de l'an III à l'armée du Rhin et celle de l'an IV à l'armée de Rhin-et-Moselle.

Lors du second amalgame, elle est incorporée dans la 50e demi-brigade de deuxième formation.
Personnalités
- Rémy Grillot

### 26edemi-brigade
La 26e demi-brigade de première formation était formée de :
- 2e bataillon du 13e régiment d'infanterie (ci-devant Bourbonnais)
- 4e bataillon de volontaires de la Manche
- 9e bataillon de volontaires de Seine-et-Oise

Historique
La 26e demi-brigade, fait les campagnes de l'an II à l'armée des Ardennes et de l'an III et de l'an IV à l'armée de Sambre-et-Meuse.

Lors du second amalgame, elle est incorporée dans la 108e demi-brigade de deuxième formation à l'exception de la 1re compagnie de grenadiers qui est incorporée dans la 75e demi-brigade de deuxième formation et de la 2e compagnie de grenadiers qui est incorporée dans la 51e demi-brigade de deuxième formation.
Personnalités
Henri-Jacques Martin de Lagarde alors lieutenant

### 27edemi-brigade
La 27e demi-brigade de première formation était formée de :
- 1er bataillon du 14e régiment d'infanterie (ci-devant Forez)
- 1er bataillon de volontaires du Pas-de-Calais
- 11e bataillon des Fédérés Nationaux

Historique
La 27e demi-brigade, fait les campagnes de l'an II à l'armée du Nord.

Lors du second amalgame, elle est incorporée dans la 23e demi-brigade de deuxième formation.

### 28edemi-brigade
La 28e demi-brigade de première formation était formée de :
- 2e bataillon du 14e régiment d'infanterie (ci-devant Forez)
- 6e bataillon de volontaires de la Manche
- 10e bataillon de volontaires de la Manche

Historique
La 28e demi-brigade, fait les campagnes de l'an III à l'armée de l'Ouest et de l'an IV à l'armée des Alpes .

Lors du second amalgame, elle est incorporée dans la 40e demi-brigade de deuxième formation.

### 29edemi-brigade
La 29e demi-brigade de première formation était formée de :
- 1er bataillon du 15e régiment d'infanterie (ci-devant Béarn)
- 4e bataillon de volontaires de la Sarthe
- 14e bataillon des Fédérés Nationaux

Historique
La 29e demi-brigade, fait les campagnes de l'an II et de l'an III à l'armée du Nord et de l'an IV à l'armée d'Italie .

Lors du second amalgame, elle est incorporée dans la 14e demi-brigade de deuxième formation.

### 30edemi-brigade
La 30e demi-brigade de première formation n'a pas été formée.

Le 2e bataillon du 15e régiment d'infanterie (ci-devant Béarn) qui devait former le noyau de cette demi-brigade n'a pas été amalgamé car il était aux colonies.
Historique
Le 2e bataillon du 15e régiment d'infanterie (ci-devant Béarn) participe aux batailles et combats de la Révolution haïtienne et de l'expédition de Saint-Domingue

Les débris de ce bataillon, rentré en métropole, ainsi que son dépôt, seront, lors du second amalgame, incorporés dans la 40e demi-brigade de deuxième formation.

### 31edemi-brigade
La 31e demi-brigade de première formation était formée de :
- 1er bataillon du 16e régiment d'infanterie (ci-devant Agénois)
- 1er bataillon de volontaires d'Ille-et-Vilaine
- 2e bataillon de volontaires d'Ille-et-Vilaine

Historique
Formée le 22 prairial an II (10 juin 1794), la 31e demi-brigade, fait les campagnes de l'an III (1795) et de l'an IV (1796) à l'armée du Nord et participe à la conquête de la Hollande. 

Lors du second amalgame, elle est incorporée dans la 42e demi-brigade de deuxième formation.

### 32edemi-brigade
La 32e demi-brigade de première formation n'a pas été formée.

Le 2e bataillon du 16e régiment d'infanterie (ci-devant Agénois) qui devait former le noyau de cette demi-brigade n'a pas été amalgamé car il était aux colonies.
Historique
Le 2e bataillon du 16e régiment d'infanterie (ci-devant Agénois) participe aux batailles et combats de la Révolution haïtienne et de l'expédition de Saint-DomingueEn 1794, après la prise de Marmelade par Toussaint-Louverture, trois cents hommes du bataillon, qui seront appelés Garde béarnaise, prennent du service sous le commandement de ce général. 

Les débris de ce bataillon, ont été par la suite, fondu dans les régiments coloniaux.

### 33edemi-brigade
La 33e demi-brigade de première formation était formée de :
- 1er bataillon du 17e régiment d'infanterie (ci-devant Auvergne)
- 2e bataillon de volontaires de la Nièvre
- 10e bataillon de volontaires de Seine-et-Oise

Historique
La 33e demi-brigade, fait les campagnes de l'an II à l'armée de la Moselle et de l'an III à l'armée de Sambre-et-Meuse et de l'an IV à l'armée de Rhin-et-Moselle.

Lors du second amalgame, elle est incorporée dans la 17e demi-brigade de deuxième formation.

### 34edemi-brigade
La 34e demi-brigade de première formation était formée de :
- 2e bataillon du 17e régiment d'infanterie (ci-devant Auvergne)
- 3e bataillon de volontaires de la Meuse
- 4e bataillon de volontaires de la Moselle

Historique
La 34e demi-brigade, fait les campagnes de l'an II à l'armée de la Moselle et de l'an III et de l'an IV à l'armée de Sambre-et-Meuse.

Lors du second amalgame, elle est incorporée dans la 43e demi-brigade de deuxième formation.

### 35edemi-brigade
La 35e demi-brigade de première formation était formée de :
- 1er bataillon du 18e régiment d'infanterie (ci-devant Royal-Auvergne)
- 3e bataillon de volontaires de la Meurthe
- 5e bataillon de volontaires de la Meurthe

Historique
La 35e demi-brigade, fait les campagnes de l'an II à l'armée du Nord, de l'an III à l'armée de Sambre-et-Meuse et de l'an IV à l'armée de Rhin-et-Moselle.

Lors du second amalgame, elle est incorporée dans la 106e demi-brigade de deuxième formation.

### 36edemi-brigade
La 36e demi-brigade de première formation était formée de :
- 2e bataillon du 18e régiment d'infanterie (ci-devant Royal-Auvergne)
- 1er bataillon de volontaires du Loiret
- 5e bataillon de volontaires de la Somme
- 5e bataillon de volontaires de Mayenne-et-Loire

Historique
La 36e demi-brigade, fait les campagnes de l'an III à l'armée de Sambre-et-Meuse et de l'an IV à l'armée de Rhin-et-Moselle.

Lors du second amalgame, elle est incorporée dans la 84e demi-brigade de deuxième formation.

### 37edemi-brigade
La 37e demi-brigade de première formation n'a pas été formée.

Le 1er bataillon du 19e régiment d'infanterie (ci-devant Flandre) qui devait former le noyau de cette demi-brigade n'a pas été amalgamé.
Historique
Lors du second amalgame, le 1er bataillon du 19e régiment d'infanterie (ci-devant Flandre) est incorporé dans la 55e demi-brigade de deuxième formation.

### 38edemi-brigade
La 38e demi-brigade de première formation était formée de :
- 2e bataillon du 19e régiment d'infanterie (ci-devant Flandre)
- 1er bataillon de volontaires de la Somme
- 3e bataillon de volontaires de l'Aube

Historique
La 38e demi-brigade, fait les campagnes de l'an II, de l'an III et de l'an IV à l'armée du Nord.

Lors du second amalgame, elle est incorporée dans la 21e demi-brigade de deuxième formation.

### 39edemi-brigade
La 39e demi-brigade de première formation était formée de :
- 1er bataillon du 20e régiment d'infanterie (ci-devant Cambrésis)
- 1er bataillon de volontaires des Basses-Pyrénées
- 2e bataillon de volontaires des Basses-Pyrénées

Historique
La 39e demi-brigade, fait les campagnes de l'an II et de l'an III à l'armée des Pyrénées.

Lors du second amalgame, elle est incorporée dans la 4e demi-brigade de deuxième formation.
Personnalités
- Guillaume Latrille de Lorencez alors capitaine

### 40edemi-brigade
La 40e demi-brigade de première formation était formée de :
- 2e bataillon du 20e régiment d'infanterie (ci-devant Cambrésis)
- 3e bataillon de volontaires des Landes
- 3e bataillon de volontaires des Hautes-Pyrénées

Historique
La 40e demi-brigade, fait les campagnes de l'an II et de l'an III à l'armée des Pyrénées-Orientales et celle de l'an IV à l'armée de l'Ouest.

Lors du second amalgame, elle est incorporée dans la 27e demi-brigade de deuxième formation.

### 41edemi-brigade
La 41e demi-brigade de première formation était formée de :
- 1er bataillon du 21e régiment d'infanterie (ci-devant Guyenne)
- 2e bataillon de volontaires du Doubs
- 4e bataillon de volontaires de l'Eure

Historique
Formée le 9 thermidor an II (27 juillet 1794), la 41e demi-brigade, fait les campagnes de l'an II, de l'an III et de l'an IV aux armées du Rhin et de Rhin-et-Moselle.

Lors du second amalgame, elle est incorporée dans la 93e demi-brigade de deuxième formation.

### 42edemi-brigade
La 42e demi-brigade de première formation était formée de :
- 2e bataillon du 21e régiment d'infanterie (ci-devant Guyenne)
- 3e bataillon de volontaires de la Corrèze
- 10e bataillon de volontaires du Bas-Rhin également appelé bataillon des Amis

Historique
Formée le 8 messidor an II (26 juin 1794), la 42e demi-brigade, fait les campagnes de l'an II et de l'an III à l'armée du Rhin et celle de l'an IV à l'armée de Rhin-et-Moselle.

Lors du second amalgame, elle est incorporée dans la 38e demi-brigade de deuxième formation.

### 43edemi-brigade
La 43e demi-brigade de première formation était formée de :
- 1er bataillon du 22e régiment d'infanterie (ci-devant Viennois)
- 3e bataillon de volontaires du Lot
- 4e bataillon de volontaires de Seine-et-Oise

Historique
Formée le 26 fructidor an II (12 septembre 1794), la 43e demi-brigade, fait les campagnes de l'an III et de l'an IV à l'armée du Nord.

Lors du second amalgame, elle est incorporée dans la 54e demi-brigade de deuxième formation.
Personnalités
- Louis-Prix Varé alors chef de brigade

### 44edemi-brigade
La 44e demi-brigade de première formation était formée de :
- 2e bataillon du 22e régiment d'infanterie (ci-devant Viennois)
- 2e bataillon de volontaires de la Corrèze
- 5e bataillon de volontaires de Rhône-et-Loire

Historique
Formée le 1er vendémiaire an III (22 septembre 1794), la 44e demi-brigade, fait les campagnes de l'an III et de l'an IV à l'armée du Nord.

Lors du second amalgame, elle est incorporée dans la 22e demi-brigade de deuxième formation.

### 45edemi-brigade
La 45e demi-brigade de première formation était formée de :
- 1er bataillon du 23e régiment d'infanterie (ci-devant Royal)
- 1er bataillon de volontaires des Basses-Alpes
- 1er bataillon de volontaires de la Lozère

Historique
La 45e demi-brigade, fait les campagnes de l'an II, de l'an III et de l'an IV à l'armée des Alpes.

Lors du second amalgame, les 1er et 3e bataillons sont incorporés dans la 19e demi-brigade de deuxième formation et le 2e bataillon est incorporé dans la 18e demi-brigade de deuxième formation

### 46edemi-brigade
La 46e demi-brigade de première formation était formée de :
- 2e bataillon du 23e régiment d'infanterie (ci-devant Royal)
- 4e bataillon de volontaires de l'Isère
- 6e bataillon de volontaires de l'Isère

Historique
La 46e demi-brigade, fait les campagnes de l'an II, de l'an III et de l'an IV à l'armée d'Italie.

Lors du second amalgame, elle est incorporée dans la 39e demi-brigade de deuxième formation.
Personnalités
- Pierre Clavel alors capitaine

### 47edemi-brigade
La 47e demi-brigade de première formation était formée de :
- 1er bataillon du 24e régiment d'infanterie (ci-devant Brie)
- 4e bataillon de volontaires des Deux-Sèvres
- 9e bataillon de volontaires de la Côte-d'Or

Historique
La 47e demi-brigade, fait les campagnes de l'an III et de l'an IV à l'armée de Rhin-et-Moselle.

Lors du second amalgame, elle est incorporée dans la 97e demi-brigade de deuxième formation.

### 48edemi-brigade
La 48e demi-brigade de première formation était formée de :
- 2e bataillon du 24e régiment d'infanterie (ci-devant Brie)
- 1er bataillon de volontaires des Bouches-du-Rhône
- 1er bataillon de volontaires du Calvados

Historique
La 48e demi-brigade, fait les campagnes de l'an II, de l'an III et de l'an IV à l'armée du Nord.

Lors du second amalgame, elle est incorporée dans la 48e demi-brigade de deuxième formation.
PersonnalitésAntoine Arnaud alors chef de la brigade.

### 49edemi-brigade
La 49e demi-brigade de première formation était formée de :
- 1er bataillon du 25e régiment d'infanterie (ci-devant Poitou)
- 4e bataillon de volontaires du Nord dit bataillon de Bergues et de Dunkerque
- 5e bataillon de volontaires de l'Oise

Historique
La 49e demi-brigade, fait les campagnes de l'an III et de l'an IV à l'armée de Sambre-et-Meuse.

Lors du second amalgame, elle est incorporée dans la 13e demi-brigade de deuxième formation.

### 50edemi-brigade
La 50e demi-brigade de première formation était formée de :
- 2e bataillon du 25e régiment d'infanterie (ci-devant Poitou)
- 3e bataillon de volontaires de l'Oise
- 6e bataillon de volontaires de la Seine-Inférieure

Historique
La 50e demi-brigade, fait les campagnes de l'an II et de l'an III à l'armée du Nord.

Lors du second amalgame, elle est incorporée dans la 70e demi-brigade de deuxième formation.

### 51edemi-brigade
La 51e demi-brigade de première formation était formée de :
- 1er bataillon du 26e régiment d'infanterie (ci-devant Bresse)
- 3e bataillon de volontaires des Hautes-Alpes
- 5e bataillon de volontaires des Hautes-Alpes

Historique
La 51e demi-brigade, fait les campagnes de l'an II, de l'an III, de l'an IV et de l'an V à l'armée d'Italie.

Lors du second amalgame, elle est incorporée dans la 63e demi-brigade de deuxième formation.

### 52edemi-brigade
La 52e demi-brigade de première formation était formée de :
- 2e bataillon du 26e régiment d'infanterie (ci-devant Bresse)
- 2e bataillon de volontaires de Vaucluse
- 5e bataillon de volontaires des Bouches-du-Rhône également appelé bataillon de volontaires de Marseille
- 2e bataillon des réquisitionnaires de la Montagne d'Aix

Historique
La 52e demi-brigade, fait les campagnes de l'an III et de l'an IV à l'armée d'Italie.

Lors du second amalgame, le 1er bataillon est incorporé dans la 4e demi-brigade légère de deuxième formation, le 2e bataillon est incorporé dans la 27e demi-brigade légère de deuxième formation et le 3e bataillon est incorporé dans la 22e demi-brigade de deuxième formation,

### 53edemi-brigade
La 53e demi-brigade de première formation était formée de :
- 1er bataillon du 27e régiment d'infanterie (ci-devant Lyonnais)
- 1er bataillon de volontaires du Bas-Rhin
- 3e bataillon de volontaires de la Moselle

Historique
La 53e demi-brigade, fait les campagnes de l'an III et de l'an IV à l'armée de Sambre-et-Meuse.

Lors du second amalgame, elle est incorporée dans la 10e demi-brigade de deuxième formation.

### 54edemi-brigade
La 54e demi-brigade de première formation était formée de :
- 2e bataillon du 27e régiment d'infanterie (ci-devant Lyonnais)
- 1er bataillon de volontaires du Puy-de-Dôme
- 1er bataillon de volontaires de l'Indre

Historique
Formée à Landau, la 54e demi-brigade, fait les campagnes de l'an II, de l'an III et de l'an IV aux armées du Rhin et de Sambre-et-Meuse.

Lors du second amalgame, elle est incorporée dans la 89e demi-brigade de deuxième formation.

### 55edemi-brigade
La 55e demi-brigade de première formation était formée de :
- 1er bataillon du 28e régiment d'infanterie (ci-devant Maine)
- 2e bataillon de volontaires de l'Ardèche
- 3e bataillon de volontaires de l'Ardèche

Historique
La 55e demi-brigade, fait les campagnes de l'an III et de l'an IV à l'armée des Pyrénées-Orientales.

Lors du second amalgame, les 1er et 3e bataillons sont incorporés dans la 5e demi-brigade légère de deuxième formation et le 2e bataillon est incorporé dans la 4e demi-brigade de deuxième formation.

### 56edemi-brigade
La 56e demi-brigade de première formation était formée de :
- 2e bataillon du 28e régiment d'infanterie (ci-devant Maine)
- 2e bataillon de volontaires de l'Ariège
- 2e bataillon de volontaires de l'Aveyron

Historique
La 56e demi-brigade, fait les campagnes de l'an II, de l'an III et de l'an IV à l'armée d'Italie.

Lors du second amalgame, elle est incorporée dans la 85e demi-brigade de deuxième formation.

### 57edemi-brigade
La 57e demi-brigade de première formation n'a pas été formée.

Le 1er bataillon du 29e régiment d'infanterie (ci-devant Dauphin) qui devait former le noyau de cette demi-brigade n'a pas été amalgamé.
Historique
Lors du second amalgame, le 1er bataillon du 29e régiment d'infanterie (ci-devant Dauphin) est incorporé dans la 13e demi-brigade de deuxième formation, avec le 2e bataillon.

### 58edemi-brigade
La 58e demi-brigade de première formation n'a pas été formée.

Le 2e bataillon du 29e régiment d'infanterie (ci-devant Dauphin) qui devait former le noyau de cette demi-brigade n'a pas été amalgamé.
Historique
Lors du second amalgame, le 2e bataillon du 29e régiment d'infanterie (ci-devant Dauphin) est incorporé dans la 13e demi-brigade de deuxième formation, avec le 1er bataillon.

Un détachement de la 58e demi-brigade sera incorporé dans la 82e demi-brigade de deuxième formation

### 59edemi-brigade
La 59e demi-brigade de première formation était formée de :
- 1er bataillon du 30e régiment d'infanterie (ci-devant Perche)
- 4e bataillon de volontaires de Paris également appelé bataillon des Sections Armées
- 7e bataillon de volontaires de Rhône-et-Loire

Historique
La 59e demi-brigade, fait la campagne de l'an II à l'armée de la Moselle[réf. souhaitée] et celles de l'an III et de l'an IV à l'armée de Sambre-et-Meuse. Elle participe aux tentatives de franchiment de la Sambre en juin 1794, réussi le 26 à la bataille de Fleurus, à la bataille de Sprimont le 18 septembre, à la capitulation du duché de Juliers ainsi qu'à la prise de Cologne début octobre. Le 6 septembre 1795, elle est à la prise de Düsseldorf puis se replie sur Neuwied.
Lors du second amalgame, elle est incorporée dans la 102e demi-brigade de deuxième formation.
PersonnalitésRaymond Pierre Penne

### 60edemi-brigade
La 60e demi-brigade de première formation était formée de :
- 2e bataillon du 30e régiment d'infanterie (ci-devant Perche)
- 8e bataillon de volontaires de la Côte-d'Or
- 12e bataillon de volontaires de la formation d'Angers

Historique
La 60e demi-brigade, fait les campagnes de l'an III à l'armée de la Moselle et de l'an IV a l'armée d'Italie.

Lors du second amalgame, elle est incorporée dans la 12e demi-brigade de deuxième formation.

### 61edemi-brigade
La 61e demi-brigade de première formation était formée de :
- 1er bataillon du 31e régiment d'infanterie (ci-devant Aunis)
- 1er bataillon de volontaires du Morbihan
- 8e bataillon de volontaires de la Manche

Historique
Formée le 22 prairial an II (10 juin 1794), la 61e demi-brigade, fait les campagnes de l'an II à l'armée des côtes de Cherbourg et celles de l'an III et de l'an IV à l'armée de l'Ouest.

Lors du second amalgame, elle est incorporée dans la 76e demi-brigade de deuxième formation.

### 62edemi-brigade
La 62e demi-brigade de première formation n'a pas été formée.

Le 2e bataillon du 31e régiment d'infanterie (ci-devant Aunis) qui devait former le noyau de cette demi-brigade n'a pas été amalgamé.
Historique
Lors du second amalgame, le 2e bataillon du 31e régiment d'infanterie (ci-devant Aunis) est incorporé dans la 76e demi-brigade de deuxième formation.

### 63edemi-brigade
La 63e demi-brigade de première formation n'a pas été formée.

Le 1er bataillon du 32e régiment d'infanterie (ci-devant Bassigny) qui devait former le noyau de cette demi-brigade n'a pas été amalgamé.
Historique
Lors du second amalgame, le 1er bataillon du 32e régiment d'infanterie (ci-devant Bassigny) est incorporé dans la 81e demi-brigade de deuxième formation, avec le 2e bataillon.

### 64edemi-brigade
La 64e demi-brigade de première formation n'a pas été formée.

Le 2e bataillon du 32e régiment d'infanterie (ci-devant Bassigny) qui devait former le noyau de cette demi-brigade n'a pas été amalgamé.
Historique
Lors du second amalgame, le 2e bataillon du 32e régiment d'infanterie (ci-devant Bassigny) est incorporé dans la 81e demi-brigade de deuxième formation, avec le 1er bataillon.

### 65edemi-brigade
La 65e demi-brigade de première formation était formée de :
- 1er bataillon du 33e régiment d'infanterie (ci-devant Touraine)
- 1er bataillon de volontaires du Mont-Terrible
- 3e bataillon de volontaires de la Gironde

Historique
Formée le 2 juin 1794, la 65e demi-brigade, fait les campagnes de l'an II à l'armée de la Moselle et celles de l'an III et de l'an IV à l'armée du Rhin.

Lors du second amalgame, elle est incorporée dans la 68e demi-brigade de deuxième formation.

### 66edemi-brigade
La 66e demi-brigade de première formation était formée de :
- 2e bataillon du 33e régiment d'infanterie (ci-devant Touraine)
- 9e bataillon de volontaires du Doubs
- 4e bataillon de volontaires du Var

Historique
Formée le 2 janvier 1795, la 66e demi-brigade, fait les campagnes de l'an III et de l'an IV à l'armée de Sambre-et-Meuse.

Lors du second amalgame, elle est incorporée dans la 96e demi-brigade de deuxième formation.

### 67edemi-brigade
La 67e demi-brigade de première formation était formée de :
- 1er bataillon du 34e régiment d'infanterie (ci-devant Angoulême)
- 2e bataillon de volontaires de Paris
- 11e bataillon de volontaires de la Manche

Historique
Formée le 1er germinal an III (21 mars 1795), la 67e demi-brigade fait les campagnes de l'an IV et de l'an V à l'armée de l'Ouest.

Lors du second amalgame, elle est incorporée dans la 58e demi-brigade de deuxième formation.

### 68edemi-brigade
La 68e demi-brigade de première formation était formée de :
- 2e bataillon du 34e régiment d'infanterie (ci-devant Angoulême)
- 2e bataillon de volontaires de Loir-et-Cher
- 6e bataillon de volontaires de la Somme
- 6e bataillon de volontaires de la formation d'Orléans
- 13e bataillon de volontaires des réserves
- 25e bataillon de volontaires des réserves

Historique
Formée à la fin de l'année 1793, la 68e demi-brigade, fait les campagnes de l'an III et de l'an IV à l'armée du Nord.

Lors du second amalgame, elle est incorporée dans la 15e demi-brigade de deuxième formation.

### 69edemi-brigade
La 69e demi-brigade de première formation était formée de :
- 1er bataillon du 35e régiment d'infanterie (ci-devant Aquitaine)
- 1er bataillon de volontaires des Hautes-Alpes
- 3e bataillon de volontaires de la Drôme

Historique
Formée le 18 germinal an III (7 avril 1795) à Castillon de Ampurias, la 69e demi-brigade, fait les campagnes de l'an III à l'armée des Pyrénées-Orientales et de l'an IV à l'armée d'Italie.

Lors du second amalgame, elle est incorporée dans la 18e demi-brigade de deuxième formation.
Personnalités
- Jean-Baptiste Jeanin alors capitaine

### 70edemi-brigade
La 70e demi-brigade de première formation était formée de :
- 2e bataillon du 35e régiment d'infanterie (ci-devant Aquitaine)
- 1er bataillon de volontaires des Landes
- 1er bataillon de volontaires de l'Ardèche

Historique
Formée le 1er germinal an II (21 mars 1794) la 70e demi-brigade, fait les campagnes de lan II, de l'an III, de l'an IV et de l'an V à l'armée d'Italie.

Lors du second amalgame, elle est incorporée dans la 75e demi-brigade de deuxième formation.

### 71edemi-brigade
La 71e demi-brigade de première formation était formée de :
- 1er bataillon du 36e régiment d'infanterie (ci-devant Anjou)
- 2e bataillon de volontaires de la Meuse
- 13e bataillon des Fédérés Nationaux

Historique
Formée le 15 germinal de l'an II (4 avril 1794) et provenant de l'armée du Nord, la 71e demi-brigade, fait les campagnes de l'an II, de l'an III et de l'an IV à l'armée d'Italie.

Lors du second amalgame, elle est incorporée dans la 92e demi-brigade de deuxième formation.
Personnalités
- Étienne Maurice Gérard alors sergent-major puis lieutenant

### 72edemi-brigade
La 72e demi-brigade de première formation était formée de :
- 2e bataillon du 36e régiment d'infanterie (ci-devant Anjou)
- 2e bataillon de volontaires de la Gironde
- 6e bataillon de volontaires du Jura

Historique
28 germinal de l'an II (17 avril 1794), la 72e demi-brigade, fait les campagnes de l'an II, de l'an III et de l'an IV à l'armée du Nord.

Lors du second amalgame, elle est incorporée dans la 30e demi-brigade de deuxième formation.
Personnalités
- Jean-Marie Aberjoux alors sous-lieutenant

### 73edemi-brigade
La 73e demi-brigade de première formation n'a pas été formée.

Le 1er bataillon du 37e régiment d'infanterie (ci-devant Maréchal de Turenne) devait former le noyau de cette demi-brigade avec le 6e bataillon de volontaires de la Meuse et le 12e bataillon de volontaires des Vosges.
Historique
Lors du second amalgame, ces 3 bataillons, toutefois non amalgamés, sont entrés dans la composition de 74e demi-brigade de deuxième formation.

### 74edemi-brigade
La 74e demi-brigade de première formation était formée de :
- 2e bataillon du 37e régiment d'infanterie (ci-devant Maréchal de Turenne)
- 2e bataillon de volontaires de la Charente-Inférieure
- 8e bataillon de volontaires du Jura

Historique
La 74e demi-brigade, fait les campagnes de l'an II et de l'an III à l'armée du Rhin et celle de l'an IV à l'armée de Rhin-et-Moselle.

Lors du second amalgame, elle est incorporée dans la 109e demi-brigade de deuxième formation.

### 75edemi-brigade
La 75e demi-brigade de première formation était formée de :
- 1er bataillon du 38e régiment d'infanterie (ci-devant Dauphiné)
- 1er bataillon de volontaires des Vosges
- 17e bataillon de volontaires de la Côte-d'Or

Historique
Formée le 1er messidor an III (19 juin 1795), la 75e demi-brigade, fait les campagnes de l'an III et de l'an IV à l'armée de Rhin-et-Moselle.

Lors du second amalgame, elle est incorporée dans la 56e demi-brigade de deuxième formation.

### 76edemi-brigade
La 76e demi-brigade de première formation était formée de :
- 2e bataillon du 38e régiment d'infanterie (ci-devant Dauphiné)
- 9e bataillon des Fédérés Nationaux
- 10e bataillon de volontaires de la Seine-Inférieure

Historique
Provenant de l'armée du Nord, la 76e demi-brigade, formée en 1794, fait les campagnes de l'an II et de l'an III à l'armée du Nord.

Lors du second amalgame, elle est incorporée dans la 76e demi-brigade de deuxième formation.

### 77edemi-brigade
La 77e demi-brigade de première formation n'a pas été formée.

Le 1er bataillon du 39e régiment d'infanterie (ci-devant Ile-de-France) qui devait former le noyau de cette demi-brigade n'a pas été amalgamé.
Historique
Lors du second amalgame, le 1er bataillon du 4e régiment d'infanterie (ci-devant Ile-de-France) est incorporé dans la première 46e demi-brigade de deuxième formation avec le 2e bataillon..

### 78edemi-brigade
La 78e demi-brigade de première formation n'a pas été formée.

Le 2e bataillon du 39e régiment d'infanterie (ci-devant Ile-de-France) qui devait former le noyau de cette demi-brigade n'a pas été amalgamé car il était aux colonies.
Historique
Le 2e bataillon du 39e régiment d'infanterie (ci-devant Ile-de-France) participe aux batailles et combats de la Révolution haïtienne et de l'expédition de Saint-Domingue

Lors du second amalgame, les débris du 2e bataillon du 39e régiment d'infanterie (ci-devant Ile-de-France) sont incorporés dans la première 46e demi-brigade de deuxième formation avec le 1er bataillon.

### 79edemi-brigade
La 79e demi-brigade de première formation était formée de :
- 1er bataillon du 40e régiment d'infanterie (ci-devant Soissonnais)
- 3e bataillon de volontaires de Saône-et-Loire
- 3e bataillon de volontaires du Gard

Historique
Formée le 27 pluviôse an IV (16 février 1796), la 79e demi-brigade, fait la campagne de l'an IV à l'armée de Rhin-et-Moselle.

Lors du second amalgame, elle est incorporée dans la 79e demi-brigade de deuxième formation.

### 80edemi-brigade
La 80e demi-brigade de première formation était formée de :
- 2e bataillon du 40e régiment d'infanterie (ci-devant Soissonnais)
- 1er bataillon de volontaires de la Haute-Saône
- 3e bataillon de volontaires du Haut-Rhin

Historique
Formée le 13 floréal an II (2 mai 1794), la 80e demi-brigade, fait la campagne de l'an II à l'armée de la Moselle et celles de l'an III et de l'an IV à l'armée de Rhin-et-Moselle.

Lors du second amalgame, elle est incorporée dans la 83e demi-brigade de deuxième formation à l'exception de 3 compagnies de grenadiers qui sont incorporées dans la 32e demi-brigade de deuxième formation

### 81edemi-brigade
La 81e demi-brigade de première formation n'a pas été formée.

Le 1er bataillon du 41e régiment d'infanterie (ci-devant La Reine) qui devait former le noyau de cette demi-brigade n'a pas été amalgamé.
Historique
Lors du second amalgame, le 1er bataillon du 41e régiment d'infanterie (ci-devant La Reine) est incorporé dans la 86e demi-brigade de deuxième formation.

### 82edemi-brigade
La 82e demi-brigade de première formation n'a pas été formée.

Le 2e bataillon du 41e régiment d'infanterie (ci-devant La Reine) qui devait former le noyau de cette demi-brigade n'a pas été amalgamé car il était aux colonies.
Historique
Le 2e bataillon du 41e régiment d'infanterie (ci-devant La Reine) participe aux batailles et combats de la Révolution haïtienne et de l'expédition de Saint-Domingue

Le bataillon a été fondu dans les régiments coloniaux.

### 83edemi-brigade
La 83e demi-brigade de première formation était formée de :
- 1er bataillon du 42e régiment d'infanterie (ci-devant Limousin)
- 2e bataillon de volontaires de l'Isère
- 4e bataillon de volontaires de la Drôme

Historique
Formée le 29 juillet 1794, la 83e demi-brigade, fait les campagnes de l'an I, de l'an II, de l'an III et de l'an IV à l'armée d'Italie.

Lors du second amalgame, elle est incorporée dans la 57e demi-brigade de deuxième formation.

### 84edemi-brigade
La 84e demi-brigade de première formation était formée de :
- 2e bataillon du 42e régiment d'infanterie (ci-devant Limousin)
- 2e bataillon de volontaires du Cantal
- 4e bataillon de volontaires de Rhône-et-Loire

Historique
La 84e demi-brigade, fait les campagnes de l'an I, de l'an II, de l'an III et de l'an IV à l'armée d'Italie.

Lors du second amalgame, elle est incorporée dans la 25e demi-brigade de deuxième formation.

### 85edemi-brigade
La 85e demi-brigade de première formation était formée de :
- 1er bataillon du 43e régiment d'infanterie (ci-devant Royal-Vaisseaux)
- 1er bataillon de volontaires de la Haute-Marne
- 5e bataillon de volontaires du Bas-Rhin

Historique
La 85e demi-brigade, fait la campagne de l'an II à l'armée du Nord et celles de l'an III, de l'an IV et de l'an V à l'armée de l'Ouest.

Lors du second amalgame, elle est incorporée dans la 34e demi-brigade de deuxième formation.

### 86edemi-brigade
La 86e demi-brigade de première formation était formée de :
- 2e bataillon du 43e régiment d'infanterie (ci-devant Royal-Vaisseaux)
- 19e bataillon de volontaires de Paris également appelé bataillon du Pont-Neuf
- 3e bataillon de volontaires du Puy-de-Dôme

Historique
Formée le 1er germinal An II (21 mars 1794), la 86e demi-brigade, fait la campagne de l'an II à l'armée des Ardennes, celle de l'an III à l'armée de la Moselle et de l'an IV à l'armée de Rhin-et-Moselle.

Lors du second amalgame, elle est incorporée dans la 103e demi-brigade de deuxième formation.
Personnalités
Nicolas Michel Chevreau, Michel Girardot (1759-1800), François Antoine Fleury

### 87edemi-brigade
La 87e demi-brigade de première formation était formée de :
- 1er bataillon du 44e régiment d'infanterie (ci-devant Orléans)
- 2e bataillon de volontaires du Loiret
- 3e bataillon de volontaires de la Côte-d'Or

Historique
Formée en l'an II, la 87e demi-brigade, fait la campagne de l'an II à l'Armée de la Moselle et celles de l'an III et de l'an IV à l'Armée de Sambre-et-Meuse.

Lors du second amalgame, elle est incorporée dans la 78e demi-brigade de deuxième formation.

### 88edemi-brigade
La 88e demi-brigade de première formation n'a pas été formée.

Le 2e bataillon du 44e régiment d'infanterie (ci-devant Orléans) qui devait former le noyau de cette demi-brigade n'a pas été amalgamé.
Historique
Lors du second amalgame, le 2e bataillon du 44e régiment d'infanterie (ci-devant Orléans) est incorporé dans la 44e demi-brigade de deuxième formation.

### 89edemi-brigade
La 89e demi-brigade de première formation était formée de :
- 1er bataillon du 45e régiment d'infanterie (ci-devant La Couronne)
- 1er bataillon de volontaires de Vendée
- 1er bataillon de volontaires de la Meurthe

Historique
La 89e demi-brigade, fait la campagne de l'an III à l'armée de Sambre-et-Meuse celles de l'an IV et de l'an V à l'Armée de Rhin-et-Moselle.

Lors du second amalgame, elle est incorporée dans la 79e demi-brigade de deuxième formation.

### 90edemi-brigade
La 90e demi-brigade de première formation était formée de :
- 2e bataillon du 45e régiment d'infanterie (ci-devant La Couronne)
- 4e bataillon de volontaires du Nord dit bataillon de Lille
- 8e bataillon des Fédérés Nationaux

Historique
Formée le 1er fructidor an III (18 août 1795), la 90e demi-brigade, fait la campagne de l'an II, de l'an III et de l'an IV à l'armée du Nord.

Lors du second amalgame, elle est incorporée dans la 33e demi-brigade de deuxième formation.

### 91edemi-brigade
La 91e demi-brigade de première formation était formée de :
- 1er bataillon du 46e régiment d'infanterie (ci-devant Bretagne)
- 1er bataillon de volontaires du Jura
- 1er bataillon de volontaires de l'Ain

Historique
La 91e demi-brigade, fait les campagnes de l'an III et de l'an IV avec l'armée du Rhin.

Lors du second amalgame, elle est incorporée dans la 3e demi-brigade de deuxième formation

### 92edemi-brigade
La 92e demi-brigade de première formation était formée de :
- 2e bataillon du 46e régiment d'infanterie (ci-devant Bretagne)
- 2e bataillon de volontaires d'Eure-et-Loir
- 5e bataillon de volontaires de la Haute-Saône

Historique
La 92e demi-brigade, fait la campagne de l'an III à l'armée du Rhin et celle de l'an IV à l'armée de Rhin-et-Moselle.

Lors du second amalgame, elle est incorporée dans la 44e demi-brigade de deuxième formation.

### 93edemi-brigade
La 93e demi-brigade de première formation était formée de :
- 1er bataillon du 47e régiment d'infanterie (ci-devant Lorraine)
- 1er bataillon de volontaires de Seine-et-Marne
- 6e bataillon de volontaires du Haut-Rhin

Historique
Formée le 26 juin 1794 la 93e demi-brigade, fait les campagnes de l'an III et de l'an IV avec l'armée de Sambre-et-Meuse.

Lors du second amalgame, elle est incorporée dans la 49e demi-brigade de deuxième formation
Personnalités
Charles Joseph Buquet alors sous-lieutenant.

### 94edemi-brigade
La 94e demi-brigade de première formation était formée de :
- 2e bataillon du 47e régiment d'infanterie (ci-devant Lorraine)
- 1er bataillon de volontaires de Saône-et-Loire
- 1er bataillon de volontaires du Cher

Historique
Formée le 26 juin 1794, la 94e demi-brigade, fait les campagnes de l'an II, de l'an III et de l'an IV à l'armée de Sambre-et-Meuse.

Lors du second amalgame, elle est incorporée dans la 2e demi-brigade de deuxième formation.

### 95edemi-brigade
La 95e demi-brigade de première formation était formée de :
- 1er bataillon du 48e régiment d'infanterie (ci-devant Artois)
- 2e bataillon de volontaires de la Creuse
- 8e bataillon de volontaires de la Haute-Saône

Historique
La 95e demi-brigade, fait la campagne de l'an II à l'armée du Rhin et celles de l'an III et de l'an IV avec l'armée de Rhin-et-Moselle.

Lors du second amalgame, elle est incorporée dans la 62e demi-brigade de deuxième formation

### 96edemi-brigade
La 96e demi-brigade de première formation n'a pas été formée.

Le 2e bataillon du 48e régiment d'infanterie (ci-devant Artois) qui devait former le noyau de cette demi-brigade n'a pas été amalgamé car il était aux colonies.
Historique
Le 2e bataillon du 48e régiment d'infanterie (ci-devant Artois) participe aux batailles et combats de la Révolution haïtienne et de l'expédition de Saint-Domingue

Le bataillon a été fondu dans les régiments coloniaux.

### 97edemi-brigade
La 97e demi-brigade de première formation était formée de :
- 1er bataillon du 49e régiment d'infanterie (ci-devant Vintimille)
- 2 bataillon de volontaires du Calvados
- 2e bataillon de volontaires de Maine-et-Loire[13]

Historique
Créée le 1er fructidor an II (18 août 1794), la 97e demi-brigade, fait la campagne de l'an II à l'armée du Nord et celles de l'an III, de l'an IV à l'armée de Sambre-et-Meuse.

Lors du second amalgame, elle est incorporée dans la 73e demi-brigade de deuxième formation.

### 98edemi-brigade
La 98e demi-brigade de première formation n'a pas été formée.

Le 2e du 49e régiment d'infanterie (ci-devant Vintimille) qui devait former le noyau de cette demi-brigade n'a pas été amalgamé.
Historique
Lors du second amalgame, le 2e bataillon du 49e régiment d'infanterie (ci-devant Vintimille) est incorporé, le 15 fructidor an IV (1er septembre 1796) au camp de Grenelle, dans la 7e demi-brigade de deuxième formation.

### 99edemi-brigade
La 99e demi-brigade de première formation était formée de :
- 1er bataillon du 50e régiment d'infanterie (ci-devant Hainaut)
- 4e bataillon de volontaires du Bas-Rhin
- 9e bataillon de volontaires des Bouches-du-Rhône également appelé 1er bataillon de volontaires du Luberon ou bataillon de volontaires d'Apt

Historique
La 99e demi-brigade, fait la campagne de l'an II, de l'an III et de l'an IV à l'armée d'Italie.

Le 23 thermidor an II (10 août 1795), cette demi-brigade s'est illustrée lors de la prise de la Chartreuse dans le Piémont.

Lors du second amalgame, elle est incorporée dans la 51e demi-brigade de deuxième formation.

### 100edemi-brigade
La 100e demi-brigade de première formation était formée de :
- 2e bataillon du 50e régiment d'infanterie (ci-devant Hainaut)
- 7e bataillon de volontaires des Bouches-du-Rhône
- Bataillon de volontaires de Tarascon

Historique
La 100e demi-brigade, fait les campagnes de l'an II, de l'an III et de l'an IV à l'armée d'Italie.

Lors du second amalgame, elle est incorporée dans la 45e demi-brigade de deuxième formation.

### 101edemi-brigade
La 101e demi-brigade de première formation était formée de :
- 1er bataillon du 51e régiment d'infanterie (ci-devant La Sarre)
- 3e bataillon de volontaires des Bouches-du-Rhône
- 6e bataillon de volontaires des Bouches-du-Rhône

Historique
La 101e demi-brigade, fait les campagnes de l'an II, de l'an III et de l'an IV à l'armée d'Italie.

Lors du second amalgame, elle est incorporée dans la 25e demi-brigade de deuxième formation.

### 102edemi-brigade
La 102e demi-brigade de première formation était formée de :
- 2e bataillon du 51e régiment d'infanterie (ci-devant La Sarre)
- 3e bataillon de volontaires du Var
- 6e bataillon de volontaires du Var

Historique
La 102e demi-brigade, fait les campagnes de l'an III et de l'an IV à l'armée d'Italie.

Lors du second amalgame, elle est incorporée dans la 69e demi-brigade de deuxième formation.

### 103edemi-brigade
La 103e demi-brigade de première formation était formée de :
- 1er bataillon du 52e régiment d'infanterie (ci-devant La Fère)
- 1er bataillon de volontaires des Bouches-du-Rhône
- 2e bataillon de volontaires du Luberon

Historique
Formée le 25 brumaire an III (15 novembre 1794) à Toulon, la 103e demi-brigade, fait les campagnes de l'an III et de l'an IV à l'armée d'Italie.

Lors du second amalgame, elle est incorporée dans la 11e demi-brigade de deuxième formation.

### 104edemi-brigade
La 104e demi-brigade de première formation était formée de :
- 2e bataillon du 52e régiment d'infanterie (ci-devant La Fère)
- 1er bataillon de volontaires de la Corse
- 1er bataillon de volontaires de la Nièvre

Historique
La 104e demi-brigade, fait les campagnes de l'an II en Corse et celles de l'an III et de l'an IV à l'armée d'Italie.

Lors du second amalgame, elle est incorporée dans la 85e demi-brigade de deuxième formation.

### 105edemi-brigade
La 105e demi-brigade de première formation était formée de :
- 1er bataillon du 53e régiment d'infanterie (ci-devant Alsace)
- 1er bataillon de volontaires du Gers
- 2e bataillon de volontaires du Gers

Historique
Formée le 28 prairial an III (16 juin 1795) à Figuières, la 105e demi-brigade, fait la campagne de l'an III à l'armée des Pyrénées-Orientales et celle de l'an IV à l'armée d'Italie.

Lors du second amalgame, elle est incorporée dans la 51e demi-brigade de deuxième formation.
PersonnalitésJean Lannes alors adjudant-général

### 106edemi-brigade
La 106e demi-brigade de première formation n'a pas été formée.

Le 2e bataillon du 53e régiment d'infanterie (ci-devant Alsace) qui devait former le noyau de cette demi-brigade n'a pas été amalgamé car il était aux colonies, à Cayenne.
Historique
Le bataillon a été fondu dans les régiments coloniaux.

### 107edemi-brigade
La 107e demi-brigade de première formation était formée de :
- 1er bataillon du 54e régiment d'infanterie (ci-devant Royal-Roussillon)
- 3e bataillon de volontaires de l'Yonne
- 4e bataillon de volontaires de l'Yonne

Historique
La 107e demi-brigade, fait la campagne de l'an II et de l'an III à l'armée du Nord et celle de l'an IV à l'armée de l'Ouest.

Lors du second amalgame, elle est incorporée dans la première 46e demi-brigade de deuxième formation.

### 108edemi-brigade
La 108e demi-brigade de première formation était formée de :
- 2e bataillon du 54e régiment d'infanterie (ci-devant Royal-Roussillon)
- 1er bataillon de volontaires du Lot
- 2e bataillon de volontaires du Lot

Historique
La 108e demi-brigade, fait les campagnes de l'an III et de l'an IV à l'armée de Rhin-et-Moselle.

Lors du second amalgame, une partie de la demi-brigade est incorporée dans la 21e demi-brigade de deuxième formation et autre partie est incorporée dans la 14e demi-brigade légère de deuxième formation.
Personnalités
Barthélémy François Mousin alors chef de brigade

### 109edemi-brigade
La 109e demi-brigade de première formation était formée de :
- 1er bataillon du 55e régiment d'infanterie (ci-devant Condé)
- 4e bataillon de volontaires de Maine-et-Loire
- 5e bataillon bis de volontaires de Rhône-et-Loire
- 7e bataillon de volontaires de l'Oise
- d'une partie du bataillon des Vosges-et-Meurthe [14]

Historique
La 109e demi-brigade, fait la campagne de l'an II et de l'an III et de l'an IV à l'armée du Rhin.

Lors du second amalgame, elle est incorporée dans la 31e demi-brigade de deuxième formation.

### 110edemi-brigade
La 110e demi-brigade de première formation était formée de :
- 2e bataillon du 55e régiment d'infanterie (ci-devant Condé)
- 7e bataillon de volontaires de la Meurthe
- 8e bataillon de volontaires de la Meurthe

Historique
Formée à Longwy, le 14 floréal an II (3 mai 1794), la 110e demi-brigade, fait les campagnes de l'an III à l'armée de la Moselle et de l'an IV à l'armée de Sambre-et-Meuse.

Lors du second amalgame, elle est incorporée dans la 16e demi-brigade de deuxième formation.

### 111edemi-brigade
La 111e demi-brigade de première formation était formée de :
- 1er bataillon du 56e régiment d'infanterie (ci-devant Bourbon)
- 1er bataillon de volontaires de l'Orne
- 2e bataillon de volontaires de la Meurthe

Historique
La 111e demi-brigade, fait la campagne de l'an II à l'armée du Nord et celles de l'an III et de l'an IV à l'armée de Sambre-et-Meuse.

Lors du second amalgame, elle est incorporée dans la 37e demi-brigade de deuxième formation.

### 112edemi-brigade
La 112e demi-brigade de première formation était formée de :
- 2e bataillon du 56e régiment d'infanterie (ci-devant Bourbon)
- 7e bataillon de volontaires du Doubs
- 2e bataillon de volontaires des Deux-Sèvres également appelé 22e bataillon des réserves

Historique
La 112e demi-brigade, fait la campagne de l'an III et de l'an IV à l'armée de Sambre-et-Meuse.

Lors du second amalgame, elle est incorporée dans la 88e demi-brigade de deuxième formation.

### 113edemi-brigade
La 113e demi-brigade de première formation était formée de :
- 1er bataillon du 57e régiment d'infanterie (ci-devant Beauvoisis)
- 6e bataillon de volontaires des Landes
- 6e bataillon de volontaires de Lot-et-Garonne

Historique
La 113e demi-brigade, fait la campagne de l'an II et de l'an III à l'armée des Pyrénées-Orientales et celle de l'an IV à l'armée d'Italie.

Lors du second amalgame, elle est incorporée dans la 85e demi-brigade de deuxième formation.

### 114edemi-brigade
La 114e demi-brigade de première formation était formée de :
- 2e bataillon du 57e régiment d'infanterie (ci-devant Beauvoisis)
- 10e bataillon de volontaires de la Gironde
- 14e bataillon de volontaires de la Gironde

Historique
La 114e demi-brigade, fait la campagne de l'an III à l'armée des Pyrénées-Orientales.

Lors du second amalgame, elle est incorporée dans la 35e demi-brigade de deuxième formation.

### 115edemi-brigade
La 115e demi-brigade de première formation n'a pas été formée.

Le 1er bataillon du 58e régiment d'infanterie (ci-devant Rouergue) qui devait former le noyau de cette demi-brigade n'a pas été amalgamé.
Historique
Lors du second amalgame, le 1er bataillon du 58e régiment d'infanterie (ci-devant Rouergue) est incorporé dans la 55e demi-brigade de deuxième formation.

### 116edemi-brigade
La 116e demi-brigade de première formation était formée de :
- 2e bataillon du 58e régiment d'infanterie (ci-devant Rouergue)
- 1er bataillon de volontaires de Lot-et-Garonne
- 2e bataillon de volontaires de la Moselle

Historique
La 116e demi-brigade, fait la campagne de l'an II à l'armée de la Moselle, celle de l'an III à l'armée de Sambre-et-Meuse et celle de l'an IV à l'armée de Rhin-et-Moselle.

Lors du second amalgame, elle est incorporée dans la 84e demi-brigade de deuxième formation.
Personnalités
- Nicolas François Conroux alors capitaine.

### 117edemi-brigade
La 117e demi-brigade de première formation était formée de :
- 1er bataillon du 59e régiment d'infanterie (ci-devant Bourgogne)
- 1er bataillon de volontaires de la Haute-Loire
- 2e bataillon de volontaires de la Côte-d'Or

Historique
Formée le 26 germinal an II (15 avril 1794) à Nice, la 117e demi-brigade, fait la campagne de l'an II, de l'an III et de l'an IV à l'armée d'Italie.

Lors du second amalgame, elle est incorporée dans la 75e demi-brigade de deuxième formation.
Personnalités
- Jacques-Antoine de Chambarlhac de Laubespin alors lieutenant-colonel
- Nicolas Gruardet alors adjudant-major

### 118edemi-brigade
La 118e demi-brigade de première formation était formée de :
- 2e bataillon du 59e régiment d'infanterie (ci-devant Bourgogne)
- 2e bataillon de volontaires de la Drôme
- 3e bataillon de volontaires de l'Isère

Historique
La 118e demi-brigade, fait la campagne de l'an II, de l'an III et de l'an IV aux armées des Alpes et d'Italie.

Lors du second amalgame, elle est incorporée dans la 32e demi-brigade de deuxième formation.
PersonnalitésPierre François Bauduin alors lieutenant

### 119edemi-brigade
La 119e demi-brigade de première formation n'a pas été formée.

Le 1er bataillon du 60e régiment d'infanterie (ci-devant Royal-Marine) qui devait former le noyau de cette demi-brigade n'a pas été amalgamé.
Historique
Lors du second amalgame, le 1er bataillon du 60e régiment d'infanterie (ci-devant Royal-Marine) entra dans la composition de la 20e demi-brigade de deuxième formation.

### 120edemi-brigade
La 120e demi-brigade de première formation n'a pas été formée.

Le 2e bataillon du 60e régiment d'infanterie (ci-devant Royal-Marine) qui devait former le noyau de cette demi-brigade n'a pas été amalgamé.
Historique
Lors du second amalgame, le 2e bataillon du 60e régiment d'infanterie (ci-devant Royal-Marine) entra dans la composition de la 23e demi-brigade de deuxième formation.

### 121edemi-brigade
La 121e demi-brigade de première formation était formée de :
- 1er bataillon du 61e régiment d'infanterie (ci-devant Vermandois)
- 1er bataillon de volontaires de l'Union
- 7e bataillon de volontaires du Var

Historique
La 121e demi-brigade, fait la campagne de l'an II et de l'an III à l'armée d'Italie.

Lors du second amalgame, elle est incorporée dans la 39e demi-brigade de deuxième formation.

### 122edemi-brigade
La 122e demi-brigade de première formation était formée de :
- 2e bataillon du 61e régiment d'infanterie (ci-devant Vermandois)
- 2e bataillon de volontaires de la Haute-Garonne
- 3e bataillon de volontaires de la Haute-Garonne

Historique
La 122e demi-brigade, fait la campagne de l'an II et de l'an III à l'armée des Pyrénées-Orientales.

Lors du second amalgame, elle est incorporée dans la 57e demi-brigade de deuxième formation.

### 123edemi-brigade
La 123e demi-brigade de première formation était formée de :
- 1er bataillon du 62e régiment d'infanterie (ci-devant Salm-Salm)
- 1er bataillon de volontaires de la Vienne
- 2e bataillon de volontaires de la Somme

Historique
Formée près Catillon-sur-Sambre le 15 avril 1794, la 123e demi-brigade, fait la campagne de l'an II à l'armée du Nord et celles de l'an III et de l'an IV à l'armée de Sambre-et-Meuse.

Lors du second amalgame, elle est incorporée dans la 99e demi-brigade de deuxième formation.

### 124edemi-brigade
La 124e demi-brigade de première formation n'a pas été formée.

Le 2e bataillon du 62e régiment d'infanterie (ci-devant Salm-Salm) qui devait former le noyau de cette demi-brigade n'a pas été amalgamé.
Historique
Lors du second amalgame, le 1er bataillon du 62e régiment d'infanterie (ci-devant Salm-Salm) est incorporé dans la 94e demi-brigade de deuxième formation.

### 125edemi-brigade
La 125e demi-brigade de première formation n'a pas été formée.

Le 1er bataillon du 67e régiment d'infanterie (ci-devant Languedoc) qui devait former le noyau de cette demi-brigade n'a pas été amalgamé.
Historique
Lors du second amalgame, le 1er bataillon du 67e régiment d'infanterie (ci-devant Languedoc) est incorporé dans la 34e demi-brigade de deuxième formation avec le 2e bataillon.

### 126edemi-brigade
La 126e demi-brigade de première formation n'a pas été formée.

Le 2e bataillon du 67e régiment d'infanterie (ci-devant Languedoc) qui devait former le noyau de cette demi-brigade, avec le 2e bataillon de volontaires de l'Ain et le 3e bataillon de volontaires de la Nièvre n'ont pas été amalgamés.
Historique
Lors du second amalgame,
- le 2e bataillon du 67e régiment d'infanterie (ci-devant Languedoc) est incorporé dans la 34e demi-brigade de deuxième formation avec le 1er bataillon.
- le 2e bataillon de volontaires de l'Ain est incorporé dans la 10e demi-brigade de deuxième formation.
- le 3e bataillon de volontaires de la Nièvre est incorporé dans la 30e demi-brigade légère de deuxième formation.

### 127edemi-brigade
La 127e demi-brigade de première formation était formée de :
- 1er bataillon du 68e régiment d'infanterie (ci-devant Beauce)
- 2e bataillon de volontaires du Haut-Rhin
- 3e bataillon de volontaires de la Haute-Marne

Historique
La 127e demi-brigade, fait la campagne de l'an II et de l'an III à l'armée de Sambre-et-Meuse.

Lors du second amalgame, elle est incorporée dans la 3e demi-brigade de deuxième formation.

### 128edemi-brigade
La 128e demi-brigade de première formation était formée de :
- 2e bataillon du 68e régiment d'infanterie (ci-devant Beauce)
- 3e bataillon de volontaires de l'Eure
- 6e bataillon de volontaires de l'Oise

Historique
La 128e demi-brigade, fait la campagne de l'an II à l'armée du Nord et celle de l'an III à l'armée de Sambre-et-Meuse.

Lors du second amalgame, elle est incorporée dans la 7e demi-brigade de deuxième formation.
Personnalités
- Gérard Lacuée alors simple sous-lieutenant.

### 129edemi-brigade
La 129e demi-brigade de première formation était formée de :
- 1er bataillon du 70e régiment d'infanterie (ci-devant Médoc)
- 1er bataillon de volontaires de l'Hérault
- 2e bataillon de volontaires de l'Hérault

Historique
La 129e demi-brigade, fait les campagnes de l'an II, de l'an III et de l'an IV à l'armée d'Italie.

Lors du second amalgame, elle est incorporée dans la 32e demi-brigade de deuxième formation.

### 130edemi-brigade
La 130e demi-brigade de première formation était formée de :
- 2e bataillon du 70e régiment d'infanterie (ci-devant Médoc)
- 4e bataillon de volontaires de la Haute-Garonne
- 5e bataillon de volontaires de la Haute-Garonne

Historique
La 130e demi-brigade, fait les campagnes de l'an III et de l'an IV à l'armée des Pyrénées-Orientales.

Lors du second amalgame, elle est incorporée dans la 4e demi-brigade de deuxième formation.

### 131edemi-brigade
La 131e demi-brigade de première formation était formée de :
- 1er bataillon du 71e régiment d'infanterie (ci-devant Vivarais)
- 8e bataillon de volontaires de Paris également appelé bataillon Sainte-Marguerite
- 17e bataillon de volontaires des réserves

Historique
Formée le 22 septembre 1794, la 131e demi-brigade fait la campagne de l'an III et de l'an IV à l'armée du Nord 

Lors du second amalgame, elle est incorporée dans la 1re demi-brigade de deuxième formation.

### 132edemi-brigade
La 132e demi-brigade de première formation était formée de :
- 2e bataillon du 71e régiment d'infanterie (ci-devant Vivarais)
- 2e bataillon de volontaires du Cher
- 5e bataillon de volontaires de la Meuse

Historique
Formée le 5 avril 1794, la 132e demi-brigade, fait les campagnes de l'an II, de l'an III et de l'an IV à l'armée de Sambre-et-Meuse.

Lors du second amalgame, elle est incorporée dans la 108e demi-brigade de deuxième formation.
Personnalités
- François Victor Dupuy de Saint-Florent alors lieutenant
- Joseph Alphonse de Bonnet d'Honnières alors capitaine

### 133edemi-brigade
La 133e demi-brigade de première formation n'a pas été formée.

Le 1er bataillon du 72e régiment d'infanterie (ci-devant Vexin) qui devait former le noyau de cette demi-brigade n'a pas été amalgamé.
Historique
Lors du second amalgame, le 1er bataillon du 72e régiment d'infanterie (ci-devant Vexin) est incorporé dans la 70e demi-brigade de deuxième formation dont faisait partie le 2e bataillon.

### 134edemi-brigade
La 134e demi-brigade de première formation était formée de :
- 2e bataillon du 72e régiment d'infanterie (ci-devant Vexin)
- 3e bataillon de volontaires des Basses-Pyrénées
- 4e bataillon de volontaires des Basses-Pyrénées

Historique
Amalgamée le 16 germinal an III (5 avril 1795), la 134e demi-brigade, fait les campagnes de l'an II, de l'an III à l'armée des Pyrénées-Occidentales.

Lors du second amalgame, elle est incorporée dans la 70e demi-brigade de deuxième formation avec le 1er bataillon.
Ainsi disparaît pour toujours le 72e régiment d'infanterie ci-devant Vexin, partageant le sort de tous ces vieux régiments qui depuis deux siècles avaient défendu si intrépidement la patrie contre toutes les coalitions.

### 135edemi-brigade
La 135e demi-brigade de première formation n'a pas été formée.

Le 1er bataillon du 73e régiment d'infanterie (ci-devant Royal-Comtois) qui devait former le noyau de cette demi-brigade n'a pas été amalgamé.
Historique
Lors du second amalgame, le 1er bataillon du 73e régiment d'infanterie (ci-devant Royal-Comtois) est incorporé dans la 70e demi-brigade de deuxième formation dont faisait partie le 2e bataillon.

### 136edemi-brigade
La 136e demi-brigade de première formation qui devait être formée de :
- 2e bataillon du 73e régiment d'infanterie (ci-devant Royal-Comtois)
- et de 2 bataillons de volontaires n'a pas été formée car les éléments étaient aux colonies.

Historique
Le 2e bataillon du 73e régiment d'infanterie (ci-devant Royal-Comtois) participe aux batailles et combats de la Révolution haïtienne et de l'expédition de Saint-Domingue

Lors du second amalgame, le 2e bataillon du 73e régiment d'infanterie (ci-devant Royal-Comtois) entre dans la composition des régiments coloniaux. Son dépôt, resté en France, est incorporé dans la 70e demi-brigade de deuxième formation dont faisait partie le 1er bataillon.

### 137edemi-brigade
La 137e demi-brigade de première formation n'a pas été formée.

Le 1er bataillon du 74e régiment d'infanterie (ci-devant Beaujolais) qui devait former le noyau de cette demi-brigade n'a pas été amalgamé.
Historique
Lors du second amalgame, le 1er bataillon du 74e régiment d'infanterie (ci-devant Beaujolais) est incorporé dans la 70e demi-brigade de deuxième formation.

### 138edemi-brigade
La 138e demi-brigade de première formation était formée de :
- 2e bataillon du 74e régiment d'infanterie (ci-devant Beaujolais)
- 2e bataillon de volontaires de la Vienne
- 5e bataillon de volontaires des Vosges

Historique
La 138e demi-brigade, fait la campagne de l'an III et de l'an IV à l'armée de Sambre-et-Meuse.

Lors du second amalgame, elle est incorporée dans la 61e demi-brigade de deuxième formation

### 139edemi-brigade
La 139e demi-brigade de première formation était formée de :
- 1er bataillon du 75e régiment d'infanterie (ci-devant Monsieur)
- Une partie de la garnison faite prisonnière à Mannheim lors de la reprise de la ville par les Autrichiens.
- 3e bataillon de volontaires d'Indre-et-Loire
- 5e bataillon de volontaires de Seine-et-Marne

Historique
La 139e demi-brigade, fait la campagne de l'an II et de l'an III à l'armée de la Moselle.

Lors du second amalgame, elle est incorporée dans la 21e demi-brigade de deuxième formation. Cependant les 3 compagnies de grenadiers entrèrent dans la composition de la 14e demi-brigade légère de deuxième formation.

### 140edemi-brigade
La 140e demi-brigade de première formation était formée de :
- 2e bataillon du 75e régiment d'infanterie (ci-devant Monsieur)
- 3e bataillon de volontaires du Doubs
- 11e bataillon de volontaires du Jura

Historique
La 140e demi-brigade, fait la campagne de l'an II à l'armée du Rhin et celles de l'an III et de l'an IV à l'armée de Rhin-et-Moselle.

Lors du second amalgame, elle est incorporée dans la 62e demi-brigade de deuxième formation.

### 141edemi-brigade
La 141e demi-brigade de première formation était formée de :
- 1er bataillon du 77e régiment d'infanterie (ci-devant La Mark)
- Partie du 3e bataillon de volontaires de l'Aisne revenue en France
- 7e bataillon de volontaires du Calvados

Historique
Lors du second amalgame, les 1er et 3e bataillon sont incorporés dans la 86e demi-brigade de deuxième formation de deuxième formation.

Le 2e bataillon (3e bataillon de volontaires de l'Aisne) de la 141e demi-brigade, est envoyé aux colonies en 1792. À son retour en France, le 2e bataillon est incorporé dans la 82e demi-brigade de deuxième formation.

Un détachement sera incorporé dans la 19e demi-brigade légère de deuxième formation

### 142edemi-brigade
La 142e demi-brigade de première formation était formée de :
- 2e bataillon du 77e régiment d'infanterie (ci-devant La Mark)
- 3e bataillon de volontaires de l'Orne
- 4e bataillon de volontaires de la Charente-Inférieure

Historique
La 142e demi-brigade, fait les campagnes de l'an IV et de l'an V à l'armée de l'Ouest.

Lors du second amalgame, elle est incorporée dans la 86e demi-brigade de deuxième formation.

### 143edemi-brigade
La 143e demi-brigade de première formation était formée de :
- 1er bataillon du 78e régiment d'infanterie (ci-devant Penthièvre)
- 4e bataillon de volontaires du Loiret
- 5e bataillon de volontaires de la Marne

Historique
La 143e demi-brigade, fait les campagnes de l'an III de l'an IV et de l'an V à l'armée de l'Ouest.

Lors du second amalgame, elle est incorporée dans la 52e demi-brigade de deuxième formation.

### 144edemi-brigade
La 144e demi-brigade de première formation était formée de :
- 2e bataillon du 78e régiment d'infanterie (ci-devant Penthièvre)
- 7e bataillon de volontaires de la formation d'Orléans
- 10e bataillon de volontaires de la formation d'Orléans

Historique
La 144e demi-brigade, fait les campagnes de l'an II, de l'an III, de l'an IV et de l'an V à l'armée de l'Ouest.

Lors du second amalgame, elle est incorporée dans la 52e demi-brigade de deuxième formation.

### 145edemi-brigade
La 145e demi-brigade de première formation était formée de :
- 1er bataillon du 79e régiment d'infanterie (ci-devant Boulonnais)
- 2e bataillon de volontaires des Hautes-Pyrénées
- 3e bataillon de volontaires de la Haute-Vienne

Historique
La 145e demi-brigade, fait les campagnes de l'an III et de l'an IV à l'armée des Pyrénées-Orientales.

Lors du second amalgame, elle est incorporée dans la 4e demi-brigade de deuxième formation.
Personnalités
Jean-Antoine David

### 146edemi-brigade
La 146e demi-brigade de première formation était formée de :
- 2e bataillon du 79e régiment d'infanterie (ci-devant Boulonnais)
- 1er bataillon de volontaires de la Côte-d'Or
- 8e bataillon de volontaires de l'Isère

Historique
La 146e demi-brigade, fait les campagnes de l'an III et de l'an IV à l'armée des Alpes.

Lors du second amalgame, elle est incorporée dans la 5e demi-brigade de deuxième formation.

### 147edemi-brigade
La 147e demi-brigade de première formation était formée de :
- 1er bataillon du 80e régiment d'infanterie (ci-devant Angoumois)
- 2e bataillon de volontaires de l'Aude
- 3e bataillon de volontaires de l'Aude

Historique
Formée le 27 août 1795, la 147e demi-brigade, fait les campagnes de l'an III et de l'an IV à l'armée des Pyrénées-Occidentales.

Lors du second amalgame, elle est incorporée dans la 4e demi-brigade de deuxième formation.

### 148edemi-brigade
La 148e demi-brigade de première formation était formée de :
- 2e bataillon du 80e régiment d'infanterie (ci-devant Angoumois)
- 7e bataillon de volontaires de la Gironde
- 11e bataillon de volontaires de la Gironde

Historique
Formée le 29 novembre 1793, la 148e demi-brigade, fait les campagnes de l'an II et de l'an III à l'armée des Pyrénées-Occidentales et celles de l'an IV et de l'an V à l'armée de l'Ouest.

Lors du second amalgame, elle est incorporée dans la 34e demi-brigade de deuxième formation.

### 149edemi-brigade
La 149e demi-brigade de première formation était formée de :
- 1er bataillon du 81e régiment d'infanterie (ci-devant Conti)
- 6e bataillon de volontaires de la Haute-Saône
- 5e bataillon de volontaires de l'Orne

Historique
Formé le 28 floréal an III (17 mai 1795), la 149e demi-brigade, fait les campagnes de l'an III et de l'an IV à l'armée de Sambre-et-Meuse.

Lors du second amalgame, le 1er bataillon est incorporé dans la 105e demi-brigade de deuxième formation, le 2e bataillon est incorporé dans la 83e demi-brigade de deuxième formation et le 3e bataillon est incorporé dans la 43e demi-brigade de deuxième formation.

### 150edemi-brigade
La 150e demi-brigade de première formation était formée de :
- 2e bataillon du 81e régiment d'infanterie (ci-devant Conti)
- 1er bataillon de volontaires de l'Aisne
- 2e bataillon de volontaires des Basses-Alpes

Historique
Formée le 1er fructidor an II (18 août 1794), la 150e demi-brigade, fait les campagnes de l'an II et de l'an III à l'armée du Nord.

Lors du second amalgame, elle est incorporée dans la 21e demi-brigade de deuxième formation.

### 151edemi-brigade
La 151e demi-brigade de première formation était formée de :
- 1er bataillon du 82e régiment d'infanterie (ci-devant Saintonge)
- 5e bataillon de la formation d'Orléans
- 8e bataillon de la formation d'Orléans

Historique
La 151e demi-brigade de première formation est souvent notée comme « n'ayant pas été formée » car le rassemblement physique de ces bataillons n'a pas eut lieu. La 151e demi-brigade n'a été formée qu'administrativement.

Lors du second amalgame :
- Le 1er bataillon du 82e régiment d'infanterie (ci-devant Saintonge) est incorporé dans la 81e demi-brigade de deuxième formation.
- Le 5e bataillon de la formation d'Orléans est incorporé dans la 6e demi-brigade légère de deuxième formation
- Le 8e bataillon de la formation d'Orléans est incorporé dans la 64e demi-brigade de deuxième formation

### 152edemi-brigade
La 152e demi-brigade de première formation, créée à Landau le 4 fructidor an II (21 août 1794) , était formée de :
- 2e bataillon du 82e régiment d'infanterie (ci-devant Saintonge)
- 7e bataillon de volontaires de la Marne
- 6e bataillon de volontaires du Bas-Rhin

Historique
La 152e demi-brigade, fait les campagnes de l'an II à l'armée du Rhin, de l'an III à l'armée de l'Ouest et celle de l'an IV à l'armée d'Italie.

Lors du second amalgame, elle est incorporée dans la 75e demi-brigade de deuxième formation.

### 153edemi-brigade
La 153edemi-brigade de première formation n'a pas été formée.

Le 1er bataillon du 83e régiment d'infanterie (ci-devant de Foix) qui devait former le noyau de cette demi-brigade n'a pas été amalgamé.
Historique
Lors du second amalgame, le 1er bataillon du 83e régiment d'infanterie (ci-devant de Foix) est incorporé dans la 7e demi-brigade de deuxième formation.

### 154edemi-brigade
La 154e demi-brigade de première formation était formée de :
- 2e bataillon du 83e régiment d'infanterie (ci-devant Foix)
- 1er bataillon de volontaires de Valenciennes
- 16e bataillon de volontaires de Paris également appelé 1er bataillon républicain de Paris

Historique
Formée le 11 floréal an III (30 avril 1795), la 154e demi-brigade, fait les campagnes de l'an III et de l'an IV à l'armée de Rhin-et-Moselle.

Lors du second amalgame, elle est incorporée dans la 10e demi-brigade légère de deuxième formation.

### 155edemi-brigade
La 155e demi-brigade de première formation n'a pas été formée.

Le 1er bataillon du 84e régiment d'infanterie (ci-devant Rohan) qui devait former le noyau de cette demi-brigade n'a pas été amalgamé.
Historique
Lors du second amalgame, le 1er bataillon du 84e régiment d'infanterie (ci-devant Rohan) est incorporé dans la 13e demi-brigade légère de deuxième formation, avec le 2e bataillon.

### 156edemi-brigade
La 156e demi-brigade de première formation n'a pas été formée.

Le 2e bataillon du 84e régiment d'infanterie (ci-devant Rohan) qui devait former le noyau de cette demi-brigade n'a pas été amalgamé.
Historique
Lors du second amalgame, le 2e bataillon du 84e régiment d'infanterie (ci-devant Rohan) est incorporé dans la 13e demi-brigade légère de deuxième formation, avec le 1er bataillon.

### 157edemi-brigade
La 157e demi-brigade de première formation était formée de :
- 1er bataillon du 87e régiment d'infanterie (ci-devant Dillon)
- 13e bataillon de volontaires des Vosges
- 4e bataillon de volontaires de Loir-et-Cher

Historique
Formé à Luçon, la 157e demi-brigade, fait les campagnes de l'an IV et de l'an V à l'armée de l'Ouest.

Lors du second amalgame, elle est incorporée dans la 70e demi-brigade de deuxième formation.

### 158edemi-brigade
La 158e demi-brigade de première formation n'a pas été formée.

Le 2e bataillon du 87e régiment d'infanterie (ci-devant Dillon) qui devait former le noyau de cette demi-brigade n'a pas été amalgamé car il était aux colonies.
Historique
Le 2e bataillon du 87e régiment d'infanterie (ci-devant Dillon) participe aux batailles et combats de la Révolution haïtienne et de l'expédition de Saint-Domingue

Le bataillon a été fondu dans les régiments coloniaux.

### 159edemi-brigade
La 159e demi-brigade de première formation était formée de :
- 1er bataillon du 88e régiment d'infanterie (ci-devant Berwick)
- 12e bataillon de volontaires du Jura
- 4e bataillon de volontaires de la Côte-d'Or

Historique
Formée le 19 messidor an II (7 juillet 1794), la 159e demi-brigade, fait la campagne de l'an II à l'armée de Rhin-et-Moselle, celle de l'an III à l'armée du Rhin et de l'an IV à l'armée de Rhin-et-Moselle.

Lors du second amalgame, elle est incorporée dans la 10e demi-brigade de deuxième formation.

### 160edemi-brigade
La 160e demi-brigade de première formation n'a pas été formée.

Le 2e bataillon du 88e régiment d'infanterie (ci-devant Berwick) qui devait former le noyau de cette demi-brigade n'a pas été amalgamé car il était aux colonies.
Historique
Le 2e bataillon du 88e régiment d'infanterie (ci-devant Berwick) participe aux batailles et combats de la Révolution haïtienne et de l'expédition de Saint-Domingue

Après avoir été fondu dans les régiments coloniaux, le bataillon ne sera amalgamé ni en 1794, ni en 1796 et disparaît à la reddition de l'île.

### 161edemi-brigade
La 161e demi-brigade de première formation était formée de :
- 1er bataillon du 89e régiment d'infanterie (ci-devant Royal-Suédois)
- 9e bataillon de volontaires du Nord
- 15e bataillon de volontaires de Paris également appelé bataillon de Molière

Historique
La 161e demi-brigade, fait les campagnes de l'an II et de l'an III à l'armée du Nord, celle de l'an IV à l'armée de Sambre-et-Meuse.

Lors du second amalgame, les 1er et 3e bataillons sont incorporés dans la 9e demi-brigade de deuxième formation et le 2e bataillon est incorporé dans la 73e demi-brigade de deuxième formation.

### 162edemi-brigade
La 162e demi-brigade de première formation était formée de :
- 2e bataillon du 89e régiment d'infanterie (ci-devant Royal-Suédois)
- 1er bataillon des Sections Réunies de la Commune et des Arcis de Pariségalement appelé Bataillon de la Commune et des Arcis
- 6e bataillon bis de volontaires du Calvados également appelé bataillon de volontaires de Bayeux

Historique
Provenant de l'armée du Nord, la 162e demi-brigade, fait les campagnes de l'an II et de l'an III à l'armée de Sambre-et-Meuse et celle de l'an IV à l'armée de Rhin-et-Moselle.

Lors du second amalgame, elle est incorporée dans la 103e demi-brigade de deuxième formation.

### 163edemi-brigade
La 163e demi-brigade de première formation était formée de :
- 1er bataillon du 90e régiment d'infanterie (ci-devant Chartres)
- 15e bataillon de volontaires des réserves
- 23e bataillon de volontaires des réserves

Historique
Formée le 1er vendémiaire an III (22 septembre 1794), la 163e demi-brigade, fait les campagnes de l'an III et de l'an IV à l'armée du Nord.

Lors du second amalgame, elle est incorporée dans la 36e demi-brigade de deuxième formation.

### 164edemi-brigade
La 164e demi-brigade de première formation était formée de :
- 2e bataillon du 90e régiment d'infanterie (ci-devant Chartres)
- 1er bataillon de volontaires d'Eure-et-Loir
- 8e bataillon de volontaires de la Meurthe

Historique
Formée le 13 frimaire an III (3 décembre 1794), la 164e demi-brigade, fait les campagnes de l'an III et de l'an IV à l'armée du Nord.

Lors du second amalgame, elle est incorporée dans la 29e demi-brigade de deuxième formation.

### 165edemi-brigade
La 165e demi-brigade de première formation était formée de :
- 1er bataillon du 91e régiment d'infanterie (ci-devant Barrois)
- 1er bataillon de volontaires d'Aix également appelé bataillon des Fédérés d'Aix
- 1er bataillon de volontaires du Var

Historique
La 165e demi-brigade, fait les campagnes de l'an II, de l'an III et de l'an IV à l'armée d'Italie.

Lors du second amalgame, elle est incorporée dans la 45e demi-brigade de deuxième formation.

### 166edemi-brigade
La 166e demi-brigade de première formation était formée de :
- 2e bataillon du 91e régiment d'infanterie (ci-devant Barrois)
- 5e bataillon de volontaires du Var
- 9e bataillon de volontaires du Var

Historique
La 166e demi-brigade, fait les campagnes de l'an II, de l'an III et de l'an IV à l'armée d'Italie.

Lors du second amalgame, elle est incorporée dans la 69e demi-brigade de deuxième formation.

### 167edemi-brigade
La 167edemi-brigade de première formation n'a pas été formée.

Le 1er bataillon du 92e régiment d'infanterie (ci-devant Walsh) qui devait former le noyau de cette demi-brigade n'a pas été amalgamé.
Historique
Lors du second amalgame, le 1er bataillon du 92e régiment d'infanterie (ci-devant Walsh) est incorporé dans la 47e demi-brigade de deuxième formation.

### 168edemi-brigade
La 168edemi-brigade de première formation n'a pas été formée.

Le 2e bataillon du 92e régiment d'infanterie (ci-devant Walsh) qui devait former le noyau de cette demi-brigade n'a pas été amalgamé car il était aux colonies.
Historique
Le 2e bataillon du 92e régiment d'infanterie (ci-devant Walsh) participe aux batailles et combats de la Révolution haïtienne et de l'expédition de Saint-Domingue

Lors du second amalgame, les débris du 2e bataillon du 92e régiment d'infanterie (ci-devant Walsh) sont incorporés dans la 58e demi-brigade de deuxième formation.

### 169edemi-brigade
La 169e demi-brigade de première formation était formée de :
- 1er bataillon du 93e régiment d'infanterie (ci-devant Enghien)
- Les débris de la garnison faite prisonnière à Mayence
- 1er bataillon de volontaires des Pyrénées-Orientales
- 6e bataillon de volontaires de Saône-et-Loire

Historique
Formée le 22 prairial an II (10 juin 1794), à Bitche, la 169e demi-brigade, fait les campagnes de l'an II et de l'an III à l'armée de Rhin-et-Moselle.

Lors du second amalgame, une partie de la demi-brigade est incorporée dans la 21e demi-brigade de deuxième formation et une autre partie est incorporée dans la 24e demi-brigade légère de deuxième formation.
Personnalités
- Charles Joseph Buquet alors lieutenant
- Augustin Pons alors caporal

### 170edemi-brigade
La 170e demi-brigade de première formation était formée de :
- 2e bataillon du 93e régiment d'infanterie (ci-devant Enghien)
- 4e bataillon de volontaires de la Haute-Marne également appelé bataillon de volontaires de Chaumont
- 10e bataillon de volontaires du Jura

Historique
La 170e demi-brigade est formée le 22 juillet 1794  à Speyerdorf. Les 1er et 2e bataillons font la campagne de l'an II à l'armée de la Moselle, celle de l'an III à l'armée du Rhin et celle de l'an IV à l'armée des Alpes.

Le 3e bataillon de la 170e demi-brigade, fait la campagne l'an III à l'armée du Rhin et celle de l'an IV à l'armée d'Italie.

Lors du second amalgame, le 1er bataillon est incorporé dans la 26e demi-brigade de deuxième formation, le 2e bataillon est incorporé dans la 69e demi-brigade de deuxième formation et le 3e bataillon est incorporé dans la 12e demi-brigade de deuxième formation.
Personnalités
- Jean-Baptiste Jeanin alors capitaine

### 171edemi-brigade
La 171e demi-brigade de première formation était formée de :
- 1er bataillon du 94e régiment d'infanterie (ci-devant Royal-Hesse-Darmstadt)
- 2e bataillon de volontaires de la Marne
- 2e bataillon de volontaires des Hautes-Alpes

Historique
La 171e demi-brigade, fait les campagnes de l'an III et de l'an IV à l'armée de l'Ouest.

Lors du second amalgame, elle est incorporée dans la 94e demi-brigade de deuxième formation.

### 172edemi-brigade
La 172e demi-brigade de première formation était formée de :
- 2e bataillon du 94e régiment d'infanterie (ci-devant Royal-Hesse-Darmstadt)
- 4e bataillon de volontaires de la Marne
- 6e bataillon de volontaires de la Marne

Historique
La 172e demi-brigade, fait les campagnes de l'an III et de l'an IV à l'armée de Sambre-et-Meuse.

Lors du second amalgame, elle est incorporée dans la 99e demi-brigade de deuxième formation.

### 173edemi-brigade
La 173e demi-brigade de première formation était formée de :
- 1er bataillon du 96e régiment d'infanterie (ci-devant Nassau)
- 5e bataillon de volontaires de la Moselle
- 6e bataillon de volontaires des Vosges

Historique
Formée le 26 mars 1794, la 173e demi-brigade, fait la campagne de l'an II à l'armée de la Moselle et celles de l'an III et de l'an IV à l'armée de Sambre-et-Meuse.

Lors du second amalgame, les 1er et 2e bataillons sont incorporés dans la 37e demi-brigade de deuxième formation et le 3e bataillon est incorporé dans la 88e demi-brigade de deuxième formation.

### 174edemi-brigade
La 174e demi-brigade de première formation était formée de :
- 2e bataillon du 96e régiment d'infanterie (ci-devant Nassau)
- 1er bataillon de volontaires de la Haute-Vienne
- 6e bataillon de volontaires du Jura

Historique
Formée le 26 octobre 1793, la 174e demi-brigade, fait les campagnes de l'an II et de l'an III à l'armée du Nord.

Lors du second amalgame, elle est incorporée dans la 49e demi-brigade de deuxième formation.

### 175edemi-brigade
La 175e demi-brigade de première formation était formée de :
- 1er bataillon du 98e régiment d'infanterie (ci-devant Bouillon)
- 5e bataillon de volontaires du Nord
- 11e bataillon de volontaires des Vosges

Historique
La 175e demi-brigade, fait les campagnes de l'an III et de l'an IV à l'armée de Sambre-et-Meuse.

Lors du second amalgame, le 1er bataillon est incorporé dans la 23e demi-brigade de deuxième formation, le 2e bataillon est incorporé dans la 67e demi-brigade de deuxième formation et le 3e bataillon est incorporé dans la 30e demi-brigade de deuxième formation.

### 176edemi-brigade
La 176e demi-brigade de première formation était formée de :
- 2e bataillon du 98e régiment d'infanterie (ci-devant Bouillon)
- 4e bataillon des Fédérés Nationaux
- 1er bataillon de Popincourt

Historique
Formé le 21 mars 1795, à Schoonhoven, en Hollande, la 176e demi-brigade, fait les campagnes de l'an III et de l'an IV à l'armée du Nord.

Lors du second amalgame, le 1er bataillon est incorporé dans la 20e demi-brigade de deuxième formation, le 2e bataillon est incorporé dans la 53e demi-brigade de deuxième formation et le 3e bataillon est incorporé dans la 23e demi-brigade de deuxième formation.

### 177edemi-brigade
La 177e demi-brigade de première formation était formée de :
- 1er bataillon du 99e régiment d'infanterie (ci-devant Royal-Deux-Ponts)
- 1er bataillon de volontaires du Haut-Rhin
- 3e bataillon de volontaires du Bas-Rhin

Historique
La 177e demi-brigade est formée le 1er mai 1795. Les 1er et 2e bataillon, font les campagnes de l'an III et de l'an IV à l'armée de la Moselle et le 3e bataillon à l'armée de Sambre-et-Meuse.

Lors du second amalgame, les 1er et 2e bataillons sont incorporés dans la 102e demi-brigade de deuxième formation et le 3e bataillon est incorporé dans la 92e demi-brigade de deuxième formation.
Personnalité
Jean Muller

### 178edemi-brigade
La 178e demi-brigade de première formation était formée de :
- 2e bataillon du 99e régiment d'infanterie (ci-devant Royal-Deux-Ponts)
- 6e bataillon de volontaires du Nord
- 7e bataillon de volontaires de la Seine-Inférieure

Historique
Formée le 20 décembre 1794, la 178e demi-brigade, fait la campagne de l'an III à l'armée de Sambre-et-Meuse et celle de l'an IV à l'armée de Rhin-et-Moselle.

Lors du second amalgame, elle est incorporée dans la 17e demi-brigade de deuxième formation.

### 179edemi-brigade
La 179e demi-brigade de première formation était formée de :
- 1er bataillon du 102e régiment d'infanterie[17]
- 6e bataillon de volontaires de Paris
- 2e bataillon de volontaires de l'Oise

Historique
La 179e demi-brigade, fait les campagnes de l'an III et de l'An IV à l'armée du Nord.

Lors du second amalgame, elle est incorporée dans la 20e demi-brigade de deuxième formation.

### 180edemi-brigade
La 180e demi-brigade de première formation était formée de :
- 2e bataillon du 102e régiment d'infanterie[17]
- 7e bataillon de volontaires de la Haute-Saône
- 2e bataillon de volontaires de Lot-et-Garonne

Historique
La 180e demi-brigade, fait les campagnes de l'an III et de l'an IV à l'armée de Rhin-et-Moselle.

Lors du second amalgame, les 1er et 2e bataillons sont incorporés dans la 19e demi-brigade de deuxième formation et le 3e bataillon est incorporé dans la 18e demi-brigade légère de deuxième formation.

### 181edemi-brigade
La 181e demi-brigade de première formation était formée de :
- 1er bataillon du 103e régiment d'infanterie[17]
- 1er bataillon de volontaires de Rhône-et-Loire
- 9e bataillon bis de volontaires de Paris également appelé bataillon de l'Arsenal

Historique
Formée le 11 germinal an II (31 mars 1794), la 181e demi-brigade, fait la campagne de l'an II à l'armée de la Moselle et celles de l'an III et de l'An IV à l'armée de Rhin-et-Moselle.

Lors du second amalgame, les 1er et 2e bataillons sont incorporés dans la 78e demi-brigade de deuxième formation et le 3e bataillon est incorporé dans la 92e demi-brigade de deuxième formation.

### 182edemi-brigade
La 182e demi-brigade de première formation était formée de :
- 2e bataillon du 103e régiment d'infanterie[17]
- 2e bataillon de volontaires des Côtes-du-Nord
- 7e bataillon de volontaires du Bas-Rhin

Historique
La 182e demi-brigade, fait la campagne de l'an II à l'armée de la Moselle et celles de l'an III et de l'An IV à l'armée de Rhin-et-Moselle.

Lors du second amalgame, elle est incorporée dans la 68e demi-brigade de deuxième formation.

### 183edemi-brigade
La 183e demi-brigade de première formation était formée de :
- 1er bataillon du 104e régiment d'infanterie[17]
- 1er bataillon de volontaires de l'Oise
- 3e bataillon de volontaires des réserves

Historique
La 183e demi-brigade, fait les campagnes de l'an II et de l'an III à l'armée du Nord et celle de l'An IV à l'armée de l'Ouest.

Lors du second amalgame, elle est incorporée dans la 28e demi-brigade de deuxième formation.
Personnalités
- Éloi Charlemagne Taupin alors chef de bataillon

### 184edemi-brigade
La 184e demi-brigade de première formation était formée de :
- 2e bataillon du 104e régiment d'infanterie[17]
- 27e bataillon de volontaires des réserves
- 9e bataillon de volontaires du Pas-de-Calais

Historique
La 184e demi-brigade, fait la campagne de l'an III à l'armée de l'Ouest et celle de l'an IV à l'armée des Alpes.

Lors du second amalgame, elle est incorporée dans la 40e demi-brigade de deuxième formation.

### 185edemi-brigade
La 185e demi-brigade de première formation était formée de :
- 1er bataillon du 105e régiment d'infanterie (ci-devant Roi)
- 4e bataillon de volontaires de la Meurthe
- 1er bataillon de la République

Historique
La 185e demi-brigade, fait la campagne de l'an III à l'armée du Rhin et celle de l'An IV à l'armée de Rhin-et-Moselle.

Lors du second amalgame, elle est incorporée dans la 74e demi-brigade de deuxième formation.

### 186edemi-brigade
La 186e demi-brigade de première formation était formée de :
- 2e bataillon du 105e régiment d'infanterie (ci-devant Roi)
- 2e bataillon de volontaires de Rhône-et-Loire
- 2e bataillon de volontaires du Bas-Rhin

Historique
La 186e demi-brigade, fait les campagnes de l'an II et de l'an III à l'armée du Rhin et celle de l'an IV à l'armée de Rhin-et-Moselle.

Lors du second amalgame, elle est incorporée dans la 44e demi-brigade de deuxième formation.

### 187edemi-brigade
La 187e demi-brigade de première formation n'a pas été formée.

Le 1er bataillon du 106e régiment d'infanterie (ci-devant Cap) qui devait former le noyau de cette demi-brigade n'a pas été amalgamé.
Historique
Lors du second amalgame, le 1er bataillon du 106e régiment d'infanterie (ci-devant Cap) est incorporé dans la 13e demi-brigade de deuxième formation avec le 2e bataillon.

### 188edemi-brigade
La 188e demi-brigade de première formation n'a pas été formée.

Le 2e bataillon du 106e régiment d'infanterie (ci-devant Cap) qui devait former le noyau de cette demi-brigade n'a pas été amalgamé.
Historique
Lors du second amalgame, le 2e bataillon du 106e régiment d'infanterie (ci-devant Cap) est incorporé dans la 13e demi-brigade de deuxième formation avec le 1er bataillon.

### 189edemi-brigade
La 189e demi-brigade de première formation n'a pas été formée.

Le 1er bataillon du 107e régiment d'infanterie (ci-devant Pondichéry) qui devait former le noyau de cette demi-brigade n'a pas été amalgamé.
Historique
Assiégé dans Pondichéry en juin 1793 par l'armée anglaise forte de 5 000 soldats européens et 17 000 Cipayes, les 570 hommes du régiment se rendent le 31 août, après 41 jours de siège et sont faits prisonniers de guerre.

### 190edemi-brigade
La 190e demi-brigade de première formation n'a pas été formée.

Le 2e bataillon du 107e régiment d'infanterie (ci-devant Pondichéry) qui devait former le noyau de cette demi-brigade n'a pas été amalgamé.
Historique
Assiégé dans Pondichéry en juin 1793 par l'armée anglaise forte de 5 000 soldats européens et 17 000 Cipayes, les 570 hommes du régiment se rendent le 31 août, après 41 jours de siège et sont faits prisonniers de guerre.

### 191edemi-brigade
La 191e demi-brigade de première formation n'a pas été formée.

Le 1er bataillon du 108e régiment d'infanterie (ci-devant l'Île-de-France) qui devait former le noyau de cette demi-brigade n'a pas été amalgamé.
Historique
Le bataillon a été fondu dans les régiments coloniaux.

### 192edemi-brigade
La 192e demi-brigade de première formation n'a pas été formée.

Le 2e bataillon du 108e régiment d'infanterie (ci-devant l'Île-de-France) qui devait former le noyau de cette demi-brigade n'a pas été amalgamé.
Historique
Le bataillon a été fondu dans les régiments coloniaux.

### 193edemi-brigade
La 193e demi-brigade de première formation était formée de :
- 1er bataillon du 109e régiment d'infanterie (ci-devant La Martinique et ci-devant La Guadeloupe)
- 1er bataillon de volontaires de l'Yonne
- 3e bataillon de volontaires de la Seine-Inférieure

Historique
La 193e demi-brigade, fait la campagne de l'an III à l'armée du Rhin et celle de l'an IV à l'armée d'Italie.

Lors du second amalgame, elle est incorporée dans la 5e demi-brigade de deuxième formation.
Personnalités
- Edme Martin Bourdois de Champfort en tant que chef de brigade.

### 194edemi-brigade
La 194e demi-brigade de première formation était formée de :
- 2e bataillon du 109e régiment d'infanterie (ci-devant La Martinique et ci-devant La Guadeloupe)
- 4e bataillon de volontaires du Bas-Rhin
- 12e bataillon de volontaires du Doubs

Historique
La 194e demi-brigade, fait les campagnes de l'an III et de l'an IV à l'armée de Rhin-et-Moselle.

Lors du second amalgame, elle est incorporée dans la 50e demi-brigade de deuxième formation.

### 195edemi-brigade
La 195e demi-brigade de première formation n'a pas été formée.

Le 1er bataillon du 110e régiment d'infanterie (ci-devant Port-au-Prince) qui devait former le noyau de cette demi-brigade n'a pas été amalgamé.
Historique
Lors du second amalgame, le 1er bataillon du 110e régiment d'infanterie (ci-devant Port-au-Prince) est incorporé dans la 33e demi-brigade de deuxième formation.

### 196edemi-brigade
La 196e demi-brigade de première formation était formée de :
- 2e bataillon du 110e régiment d'infanterie (ci-devant Port-au-Prince)
- 1er bataillon de volontaires de la formation d'Orléans
- 4e bataillon de volontaires de Seine-et-Marne

Historique
La 196e demi-brigade, fait les campagnes de l'an III et de l'an IV à l'armée de l'Ouest.

Lors du second amalgame, elle est incorporée dans la 6e demi-brigade de deuxième formation.

### 197edemi-brigade
La 197e demi-brigade de première formation était formée de :
- 1er bataillon du 111e régiment d'infanterie (ci-devant Île-de-Bourbon)
- 2e bataillon de volontaires de la Seine-Inférieure
- 7e bataillon de volontaires de la Somme

Historique
La 197e demi-brigade, fait la campagne de l'an II à l'armée des côtes de Brest et celles de l'an III, de l'an IV et de l'an IV à l'armée de l'Ouest.

Lors du second amalgame, elle est incorporée dans la 58e demi-brigade de deuxième formation comme le 2e bataillon.

### 197edemi-brigade bis
La 197e demi-brigade bis de première formation est l'autre nom de la demi-brigade des Lombards

### 198edemi-brigade
La 198e demi-brigade de première formation n'a pas été formée.

Le 2e bataillon du 111e régiment d'infanterie (ci-devant Île-de-Bourbon) qui devait former le noyau de cette demi-brigade n'a pas été amalgamé.
Historique
Lors du second amalgame, le 2e bataillon du 111e régiment d'infanterie (ci-devant Île-de-Bourbon) est incorporé dans la 58e demi-brigade de deuxième formation rejoignant ainsi le 1er bataillon.

### 198edemi-brigade bis
La 198e demi-brigade bis de première formation est l'autre nom de la demi-brigade du Pas-de-Calais

### 199edemi-brigade
La 199e demi-brigade de première formation a été formée, le 17 messidor An III (5 juillet 1795) de :
- 2e bataillon de volontaires de Seine-et-Marne
- 3e bataillon de volontaires de l'Ain
- 10e bataillon bis de volontaires de la Côte-d'Or

Historique
La 199e demi-brigade, fait la campagne de l'an III à l'armée des Alpes et celle de l'an IV avec l'armée d'Italie.

Lors du second amalgame, elle est incorporée dans la 51e demi-brigade de deuxième formation

### 200edemi-brigade
La 200e demi-brigade de première formation était formée de :
- 2e bataillon de volontaires de Saône-et-Loire
- 3e bataillon de volontaires de la Manche
- 11e bataillon de volontaires de la Meurthe

Historique
La 200e demi-brigade, fait les campagnes de l'an III et de l'an IV à l'armée du Rhin.

Lors du second amalgame, elle est incorporée dans la 38e demi-brigade de deuxième formation

### 200edemi-brigade bis
La 200e demi-brigade bis de première formation était formée de :
- 3e bataillon de volontaires du Jura
- 6e bataillon de volontaires de l'Ain
- 6e bataillon bis de volontaires de la Côte-d'Or également appelé 1er bataillon de grenadiers de la Côte-d'Or

Historique
La 200e demi-brigade bis, fait la campagne de l'an IV à l'Armée d'Italie.

Lors du second amalgame, elle est incorporée dans la 18e demi-brigade légère de deuxième formation

### 201edemi-brigade
La 201e demi-brigade de première formation était formée de :
- 1er bataillon de volontaires des Ardennes
- 1er bataillon de volontaires de Paris
- 5e bataillon de volontaires de la Drôme dit bataillon de volontaires du district de l'Ouvèze
- Une partie du 8e bataillon de volontaires de l'Ain
- 12e bataillon de volontaires de la Gironde

Historique
La 201e demi-brigade, fait les campagnes de l'an III et de l'an IV avec l'armée de Rhin-et-Moselle.

Lors du second amalgame, elle est incorporée dans la 106e demi-brigade de deuxième formation

### 201edemi-brigade bis
La 201e demi-brigade bis de première formation était formée de :
- 4e bataillon de volontaires de l'Ain
- 5e bataillon de volontaires du Jura
- 5e bataillon ter de volontaires de Rhône-et-Loire

Historique
La 201e demi-brigade bis, fait la campagne de l'an IV avec l'armée d'Italie.

Lors du second amalgame, elle est incorporée dans la 5e demi-brigade légère de deuxième formation

### 202edemi-brigade
La 202e demi-brigade de première formation était formée de :
- 2e bataillon de volontaires du Puy-de-Dôme
- 6e bataillon bis de volontaires de Rhône-et-Loire
- 9e bataillon de la formation d'Orléans
- 10e bataillon de volontaires de la Gironde

Historique
La 202e demi-brigade, fait les campagnes de l'an III et de l'an IV à l'armée de Rhin-et-Moselle.

Lors du second amalgame, elle est incorporée dans la 53e demi-brigade de deuxième formation

### 203edemi-brigade
La 203e demi-brigade de première formation était formée de :
- 1er bataillon des Fédérés Nationaux
- 7e bataillon de volontaires de la Drôme
- 1er bataillon bis de volontaires de Maine-et-Loire
- Une partie du 8e bataillon de volontaires de l'Ain

Historique
La 203e demi-brigade, fait les campagnes de l'an III et de l'an IV à l'armée de Rhin-et-Moselle.

Lors du second amalgame, elle est incorporée dans la 100e demi-brigade de deuxième formation
Personnalités
- Anne Gilbert de La Val

### 204edemi-brigade
La 204e demi-brigade de première formation était formée de :
- 8e bataillon de volontaires du Doubs
- 8e bataillon de volontaires du Nord dit 3e bataillon de Cambrai
- 4e bataillon de volontaires de l'Oise

Historique
La 204e demi-brigade, fait les campagnes de l'an III et de l'an IV à l'armée de Rhin-et-Moselle.

Lors du second amalgame, le 1er bataillon est incorporé dans la 97e demi-brigade de deuxième formation, le 2e bataillon est incorporé dans la 50e demi-brigade de deuxième formation et le 3e bataillon est incorporé dans la 16e demi-brigade légère de deuxième formation.

### 205edemi-brigade
La 205e demi-brigade de première formation était formée de :
- 3e bataillon de volontaires de Rhône-et-Loire
- 5e bataillon de volontaires de Seine-et-Oise
- 5e bataillon de volontaires de la Manche

Historique
La 205e demi-brigade, fait les campagnes de l'an III et de l'an IV à l'armée de Rhin-et-Moselle.

Lors du second amalgame, elle est incorporée dans la 109e demi-brigade de deuxième formation

### 206edemi-brigade
La 206e demi-brigade de première formation était formée de :
- 2e bataillon de volontaires de la Meuse
- 9e bataillon de volontaires des Vosges
- 3e bataillon de volontaires de la Vienne

Historique
La 206e demi-brigade, fait lacampagne de l'an III à l'armée de la Moselle et celle de l'an IV à l'armée de Rhin-et-Moselle.

Lors du second amalgame, elle est incorporée dans la 24e demi-brigade de deuxième formation

### 207edemi-brigade
La 207e demi-brigade de première formation était formée de :
- 10e bataillon de volontaires du Doubs
- 14e bataillon de volontaires des Vosges
- 10e bataillon de volontaires de la Côte-d'Or

Historique
La 207e demi-brigade, fait les campagnes de l'an III et de l'an IV à l'armée de Rhin-et-Moselle.

Lors du second amalgame, elle est incorporée dans la 93e demi-brigade de deuxième formation

### 208edemi-brigade
La 208e demi-brigade de première formation était formée de :
- 7e bataillon bis de Paris également appelé bataillon des Cinq Sections
- 2e bataillon de volontaires du Rhône
- 15e bataillon de volontaires des Vosges également appelé 1er bataillon de volontaires de la Montagne

Historique
Formée à Landau, la 208e demi-brigade, fait la campagne de l'an IV à l'armée de Rhin-et-Moselle.

Lors du second amalgame, elle est incorporée dans la 56e demi-brigade de deuxième formation
Personnalités
- François Félix Vignes alors chef de la demi-brigade
- Claude Joseph Pelecier alors capitaine

### 209edemi-brigade
La 209e demi-brigade de première formation était formée de :
- 1er bataillon de volontaires de la Drôme
- 1er bataillon de volontaires de l'Aude
- 1er bataillon de volontaires de l'Isère

Historique
La 209e demi-brigade, fait les campagnes de l'an III de l'an IV avec les armées des Pyrénées-Orientales et d'Italie.

Lors du second amalgame, les 1er et 2e bataillons sont incorporés dans la 85e demi-brigade de deuxième formation et le 3e bataillon dans la 57e demi-brigade de deuxième formation.

### 209edemi-brigadebis
La 209e demi-brigade bis de première formation était formée de :
- 8e bataillon bis de volontaires de l'Ain
- 5e bataillon de volontaires des Deux-Sèvres
- 6e bataillon de volontaires des Deux-Sèvres également appelé bataillon de volontaires de Parthenay
- 12e bataillon des Fédérés Nationaux

Historique
Formée le 3 novembre 1795, la 209e demi-brigade bis, fait la campagne de l'an IV avec l'armée d'Italie.

Lors du second amalgame, elle est incorporée dans la 97e demi-brigade de deuxième formation.

### 210edemi-brigade
La 210e demi-brigade de première formation n'a pas été formée

### 211edemi-brigade
La 211e demi-brigade de première formation était formée de :
- 2e bataillon de volontaires de la Haute-Loire
- 4e bataillon de volontaires de l'Ardèche
- 5e bataillon de volontaires de la Corrèze

Historique
Formée le 27 ventôse an II (17 mars 1794), la 211e demi-brigade, fait les campagnes de l'an II, de l'an III et de l'an IV aux armées des Alpes et d'Italie.

Lors du second amalgame, elle est incorporée dans la 18e demi-brigade de deuxième formation
Personnalités
Jean Antoine François Combelle en tant que sous-lieutenant, lieutenant et capitaine.

Louis-Gabriel Suchet alors chef de bataillon

## Demi-brigades provisoires
15 demi-brigades provisoires furent formées uniquement de bataillons de volontaires. L'ensemble de ces demi-brigades entrèrent dans la composition des demi-brigades de deuxième formation.

### 1redemi-brigade provisoire
La 1re demi-brigade provisoire était formée de :
- 1er bataillon de volontaires de l'Ariège
- 7e bataillon de volontaires de la Haute-Garonne
- 9e bataillon de volontaires de la Drôme
- 3e compagnie de grenadiers de la 26e demi-brigade de première formation

Historique
La 1re demi-brigade provisoire, fait les campagnes de l'an IV et de l'an V à l'armée d'Italie.

Lors du second amalgame, elle est incorporée dans la 25e demi-brigade de deuxième formation

### 2edemi-brigade provisoire
La 2e demi-brigade provisoire était formée de :
- 1er bataillon de grenadiers des Bouches-du-Rhône
- 2e bataillon de grenadiers des Bouches-du-Rhône
- 4e bataillon de volontaires du Gard

Historique
La 2e demi-brigade provisoire, fait les campagnes de l'an II, de l'an III, de l'an IV et de l'an V aux armées des Pyrénées-Orientales et d'Italie.

Lors du second amalgame, le 1er bataillon est incorporé dans la 12e demi-brigade légère de deuxième formation, le 2e bataillon est incorporé dans la 35e demi-brigade de deuxième formation et le 3e bataillon est incorporé dans la 57e demi-brigade de deuxième formation.

### 3edemi-brigade provisoire
La 3e demi-brigade provisoire était formée de :
- 2e bataillon de volontaires des Pyrénées-Orientales
- 3e bataillon de volontaires des Pyrénées-Orientales
- 3e bataillon de volontaires de l'Ariège

Personnalités
Paul de Verbigier de Saint-Paul alors sous-lieutenant
Historique
La 3e demi-brigade provisoire, fait les campagnes de l'an II, de l'an III et de l'an IV aux armées des Pyrénées-Orientales, des Alpes et d'armée d'Italie.

Lors du second amalgame, les 1er et 3e bataillons sont incorporés dans la 57e demi-brigade de deuxième formation et le 2e bataillon est incorporé dans la 5e demi-brigade légère de deuxième formation.

### 4edemi-brigade provisoire
La 4e demi-brigade provisoire était formée de :
- 1er bataillon de volontaires du Tarn
- 3e bataillon de volontaires du Tarn
- 4e bataillon de volontaires du Lot
- 4e bataillon de volontaires de la Corrèze également appelé 9e bataillon de la Montagne

Historique
Formée à Montpellier en septembre 1795, la 4e demi-brigade provisoire, fait les campagnes de l'an IV et de l'an V à l'armée d'Italie.

Lors du second amalgame, elle est incorporée dans la 11e demi-brigade de deuxième formation

### 5edemi-brigade provisoire
La 5e demi-brigade provisoire était formée de :
- 1er bataillon de volontaires du Mont-Blanc
- 1er bataillon des grenadiers des Basses-Alpes
- 5e bataillon de volontaires de l'Ardèche

Historique
La 5e demi-brigade provisoire, fait les campagnes de l'an II et de l'an III à l'armée des Pyrénées-Orientales.

Lors du second amalgame, elle est incorporée dans la 18e demi-brigade de deuxième formation

### 6edemi-brigade provisoire
La 6e demi-brigade provisoire était formée de :
- 4e bataillon de volontaires du Tarn
- 5e bataillon de volontaires du Lot
- 8e bataillon de volontaires de la Haute-Garonne

Historique
La 6e demi-brigade provisoire, fait les campagnes de l'an I, de l'an II et de l'an III à l'armée des Pyrénées-Orientales.

Lors du second amalgame, elle est incorporée dans la 18e demi-brigade de deuxième formation

### 7edemi-brigade provisoire
La 7e demi-brigade provisoire était formée de :
- 1er bataillon de volontaires de Vaucluse
- 5e bataillon de volontaires du Gard
- 5e bataillon bis de volontaires de l'Hérault
- 6e bataillon de volontaires de l'Ardèche

Historique
La 7e demi-brigade provisoire, fait les campagnes de l'an II, de l'an III et de l'an IV aux armées des Alpes et d'Italie.

Lors du second amalgame, le 1er bataillon est incorporé dans la 23e demi-brigade légère de deuxième formation, le 2e bataillon est incorporé dans la 11e demi-brigade de deuxième formation et le 3e bataillon est incorporé dans la 80e demi-brigade de deuxième formation.

### 8edemi-brigade provisoire
La 8e demi-brigade provisoire également appelée 1re demi-brigade de l'Aude était formée de :
- 4e bataillon de volontaires de l'Aude
- 6e bataillon de volontaires de l'Aude
- 8e bataillon de volontaires de l'Aude

Historique
La 8e demi-brigade provisoire également appelée 1re demi-brigade de l'Aude fait les campagnes de l'an II et de l'an III à l'armée des Pyrénées-Orientales.

Lors du second amalgame, elle est incorporée dans la 4e demi-brigade de deuxième formation

### 9edemi-brigade provisoire
La 9e demi-brigade provisoire également appelée 2e demi-brigade de l'Aude était formée de :
- 5e bataillon de volontaires de l'Aude
- 7e bataillon de volontaires de l'Aude
- 9e bataillon de volontaires de l'Aude

Historique
La 9e demi-brigade provisoire également appelée 2e demi-brigade de l'Aude, fait les campagnes de l'an III et de l'an IV à l'armée des Pyrénées-Orientales.

Lors du second amalgame, elle est incorporée dans la 4e demi-brigade de deuxième formation
Personnalités : Nicolas Philippe Guye alors capitaine adjudant-major

### 10edemi-brigade provisoire
La 10e demi-brigade provisoire également appelée demi-brigade des Pyrénées-Orientales ou encore demi-brigade de Béziers était formée de :
- bataillon de volontaires de Béziers
- 5e bataillon de volontaires de la Haute-Vienne
- 3e bataillon de Braconniers montagnards

Historique
La 10e demi-brigade provisoire fait les campagnes de l'an II et de l'an III à l'armée des Pyrénées-Orientales.

Lors du second amalgame, elle est incorporée dans la 63e demi-brigade de deuxième formation
Personnalités
Louis-Joseph Mejan

### 11edemi-brigade provisoire
La 11e demi-brigade provisoire était formée de :
- 4e bataillon de volontaires de l'Ariège
- 4e bataillon de volontaires des Pyrénées-Orientales
- 5e bataillon de Braconniers de l'Ariège

Historique
La 11e demi-brigade provisoire fait la campagne de l'an III à l'armée des Pyrénées-Orientales.

Lors du second amalgame, elle est incorporée dans la 27e demi-brigade légère de deuxième formation

### 12edemi-brigade provisoire
La 12e demi-brigade provisoire était formée de :
- 5e bataillon de volontaires de l'Hérault
- 6e bataillon de volontaires de l'Hérault
- 7e bataillon de volontaires de l'Hérault

Historique
La 12e demi-brigade provisoire fait les campagnes de l'an III et de l'an IV à l'armée des Pyrénées-Orientales.

Lors du second amalgame, elle est incorporée dans la 18e demi-brigade légère de deuxième formation

### 13edemi-brigade provisoire
La 13e demi-brigade provisoire était formée de :
- 1er bataillon de volontaires des Côtes-Maritimes
- 3e bataillon de volontaires des Côtes-Maritimes
- 6e bataillon de volontaires des Côtes-Maritimes
- 2e compagnie franche des chasseurs de Castelnaudary[20]

Historique
La 13e demi-brigade provisoire fait la campagne de l'an IV à l'armée d'Italie.

Rattachée à la division Charlet, elle se distingue lors de la bataille de Loano.

Lors du second amalgame, elle est incorporée dans la 51e demi-brigade de deuxième formation

### 14edemi-brigade provisoire
La 14e demi-brigade provisoire était formée de :
- 2e bataillon de volontaires des Côtes-Maritimes
- 4e bataillon de volontaires des Côtes-Maritimes
- 7e bataillon de volontaires des Côtes-Maritimes

Historique
Formée le 1er messidor an III (19 juin 1795), la 14e demi-brigade provisoire fait les campagnes de l'an III et de l'an IV aux armées des Pyrénées-Orientales et d'Italie et se distingue en avril 1796 à Montenotte.

Lors du second amalgame, elle est incorporée dans la 4e demi-brigade de deuxième formation

### 15edemi-brigade provisoire
La 15e demi-brigade provisoire était formée de :
- 1er bataillon de volontaires des Alpes-Maritimes
- 4e bataillon de volontaires du Mont-Blanc
- 5e bataillon de volontaires du Mont-Blanc

Historique
La 15e demi-brigade provisoire fait les campagnes de l'an II, de l'an II et l'an IV en Corse, aux armées des Pyrénées-Orientales et d'Italie.

Lors du second amalgame, elle est incorporée dans la 11e demi-brigade de deuxième formation

## Demi-brigades créées sous diverses dénominations
23 demi-brigades sous diverses dénominations furent formées uniquement de bataillons de volontaires. L'ensemble de ces demi-brigades entrèrent dans la composition des demi-brigades de deuxième formation.

### Demi-brigade de l'Allier
La demi-brigade de l'Allier était formée de :
- 1er bataillon de volontaires de l'Allier
- 2e bataillon de volontaires de la Manche
- 7e bataillon de volontaires du Pas-de-Calais

Historique
La demi-brigade de l'Allier, formée le 16 nivôse an II (5 janvier 1794) à Flers, fait les campagnes de l'an II, de l'an III et de l'an IV à l'armée du Nord.

Lors du second amalgame, elle est incorporée dans la 27e demi-brigade de deuxième formation

### Demi-brigade des Allobroges
La demi-brigade des Allobroges est l'autre nom de la 4e demi-brigade légère bis de première formation

### Demi-brigade de l'Ardèche
La demi-brigade de l'Ardèche était formée de :
- 1er bataillon des grenadiers de l'Ardèche
- 6e bataillon de volontaires du Lot
- 6e bataillon de volontaires du Gers

Historique
La demi-brigade de l'Ardèche est formée le 28 germinal an III (17 avril 1795).

Lors du second amalgame, elle est incorporée dans la 28e demi-brigade légère de deuxième formation

### 1redemi-brigade de l'Aude
La 1re demi-brigade de l'Aude est l'autre nom de la 8e demi-brigade provisoire

### 2edemi-brigade de l'Aude
La 2e demi-brigade de l'Aude est l'autre nom de la 9e demi-brigade provisoire

### Demi-brigade des Aurois
La demi-brigade des Aurois était formée de :
- 3e bataillon de chasseurs de la Neste
- Bataillon des chasseurs Aurois
- Bataillon de piquiers de La Réole

Historique
Formée à Paris, la demi-brigade des Aurois, fait les campagnes de l'an II, de l'an III et de l'an IV à l'Armée des Pyrénées-Occidentales.

Lors du second amalgame, elle est incorporée dans la 7e demi-brigade légère de deuxième formation

### Demi-brigade Basque
La demi-brigade Basque était formée de :
- 1er bataillon des chasseurs Basques
- 2e bataillon des chasseurs Basques
- 3e bataillon des chasseurs Basques
- D'enrôlés volontaires

Historique
Formée dans le département des Basses-Pyrénées, la demi-brigade Basque a été formée en l'an III (1795). Réduite à un seul bataillon, la demi-brigade Basque, a été placée dans l'infanterie légère.

Lors du second amalgame, elle est incorporée dans le bataillon de chasseurs basques.

### Demi-brigade de chasseurs des montagnes
La demi-brigade de chasseurs des montagnes également appelée Miquelets était formée de :
- 1er bataillon de chasseurs des montagnes
- 2e bataillon de chasseurs des montagnes
- Enrôlés volontaires

Historique
Formée dans les départements Alpins, la demi-brigade de chasseurs des montagnes, fait la campagne de l'an III à l'armée des Pyrénées-Occidentales et celles de l'an IV et de l'an V à l'armée de l'Ouest.

Lors du second amalgame, elle est incorporée dans la 24e demi-brigade légère de deuxième formation

### Demi-brigade des Côtes-du-Nord
La demi-brigade des Côtes-du-Nord était formée de :
- 1er bataillon de volontaires des Côtes-du-Nord
- 6e bataillon des Fédérés Nationaux
- 9e bataillon de volontaires de la Meurthe

Historique
La demi-brigade des Côtes-du-Nord, fait la campagne de l'an IV à l'armée d'Italie 

Lors du second amalgame, elle est incorporée dans la 60e demi-brigade de deuxième formation
Personnalités
Georges Mouton

### Demi-brigade de la Dordogne
La demi-brigade de la Dordogne était formée de :
- 3e bataillon de volontaires de la Dordogne
- 4e bataillon bis de volontaires de la Dordogne également appelé 4e bataillon de l'Égalité
- 9e bataillon de volontaires de Lot-et-Garonne

Historique
Lors du second amalgame, elle est incorporée dans la 30e demi-brigade légère de deuxième formation

### Demi-brigade d'Eure et Landes
La demi-brigade d'Eure et Landes était formée de :
- 5e bataillon de volontaires des Landes
- 5e bataillon de volontaires de l'Eure
- 6e bataillon de volontaires de la Haute-Garonne

Historique
La demi-brigade d'Eure et Landes, fait les campagnes de l'an II et de l'an III à l'armée de l'Ouest 

Lors du second amalgame, elle est incorporée dans la 17e demi-brigade de deuxième formation

### Demi-brigade du Finistère
La demi-brigade du Finistère était formée de :
- 1er bataillon de volontaires du Finistère
- 1er bataillon de volontaires de la Marne
- 3e bataillon de volontaires de la Marne

Historique
La demi-brigade du Finistère, fait les campagnes de l'an II, de l'an III et de l'an IV à l'armée du Nord 

Lors du second amalgame, elle est incorporée dans la 66e demi-brigade de deuxième formation

### Demi-brigade de Gers et Bayonne
La demi-brigade de Gers et Bayonne était formée de :
- 6e bataillon de volontaires des Basses-Pyrénées également appelé bataillon de volontaires de Bayonne
- 4e bataillon de volontaires du Gers
- 5e bataillon de volontaires du Gers

Historique
La demi-brigade de Gers et Bayonne, fait les campagnes de l'an III et de l'an IV à l'armée de l'Ouest 

Lors du second amalgame, elle est incorporée dans la 28e demi-brigade légère de deuxième formation

### Demi-brigade de Gers et Gironde
La demi-brigade de Gers et Gironde était formée de :
- 3e bataillon de volontaires du Gers
- 7e bataillon de volontaires du Gers
- 16e bataillon de volontaires de la Gironde

Historique
Lors du second amalgame, elle est incorporée dans la 28e demi-brigade légère de deuxième formation

### Demi-brigade de Gironde et Lot-et-Garonne
La demi-brigade de Gironde et Lot-et-Garonne était formée de :
- 5e bataillon de volontaires de Lot-et-Garonne
- 9e bataillon de volontaires de la Gironde
- 10e bataillon de volontaires de la Gironde

Historique
La demi-brigade de Gironde et Lot-et-Garonne, fait les campagnes de l'an III et de l'an IV à l'armée de l'Ouest 

Lors du second amalgame, elle est incorporée dans la 28e demi-brigade légère de deuxième formation

### Demi-brigade du Jura et de l'Hérault
La demi-brigade du Jura et de l'Hérault était formée de :
- 2e bataillon de volontaires du Jura
- 9e bataillon de volontaires du Jura
- 3e bataillon de volontaires de l'Hérault

Historique
La demi-brigade du Jura et de l'Hérault, est à Mayence en 1793 puis à l'armée fait la campagne de l'an II à l'armée de l'Ouest et celle de l'an III à l'armée des Pyrénées-Orientales 

Lors du second amalgame, le 1er bataillon est incorporé dans la 7e demi-brigade légère de deuxième formation et les 2e et 3e bataillons sont incorporés dans la 80e demi-brigade de deuxième formation.

### Demi-brigade des Landes
La demi-brigade des Landes était formée de :
- 1er bataillon de volontaires des Hautes-Pyrénées
- 2e bataillon de volontaires des Landes
- 7e bataillon de volontaires de Lot-et-Garonne

Historique
Lors du second amalgame, les 1er et 2e bataillon sont incorporés dans la 68e demi-brigade de deuxième formation et le 3e bataillon est incorporé dans la 10e demi-brigade légère de deuxième formation.

### Demi-brigade des Lombards
La demi-brigade des Lombards également appelée 197e demi-brigade bis était formée de :
- 18e bataillon de volontaires de Paris également appelé 1er bataillon des Lombards
- 11e bataillon de volontaires des réserves
- 16e bataillon de volontaires des réserves

Historique
La demi-brigade des Lombards, fait les campagnes de l'an II, de l'an III et de l'an IV à l'armée du Nord.

Lors du second amalgame, elle est incorporée dans la 72e demi-brigade de deuxième formation
Personnalités
Jean André Valletaux

### Demi-brigade de Lot et Landes
La demi-brigade de Lot et Landes était formée de :
- 4e bataillon de volontaires des Landes
- 7e bataillon de volontaires du Lot
- 8e bataillon de volontaires du Lot

Historique
Lors du second amalgame, les 1er et 2e bataillons sont incorporés dans la 35e demi-brigade de deuxième formation et le 3e bataillon est incorporé dans la 23e demi-brigade légère de deuxième formation.

### Demi-brigade de Paris et Vosges
La demi-brigade de Paris et Vosges était formée de :
- 8e bataillon de Paris pour la Vendée, également appelé 2e bataillon des Lombards
- 4e bataillon de Paris pour la Vendée également appelé 2e bataillon des Gravilliers
- 7e bataillon de volontaires des Vosges

Historique
La demi-brigade de Paris et Vosges, fait les campagnes de l'an II, de l'an III et de l'an IV à l'armée de l'Ouest.

Lors du second amalgame, elle est incorporée dans la 13e demi-brigade légère de deuxième formation

### Demi-brigade du Pas-de-Calais
La demi-brigade du Pas-de-Calais était formée de :
- 10e bataillon de volontaires de Paris également appelé bataillon des Amis de la Patrie
- 6e bataillon de volontaires du Pas-de-Calais
- 8e bataillon de volontaires du Pas-de-Calais

Historique
Lors du second amalgame, elle est incorporée dans la 79e demi-brigade de deuxième formation

### Demi-brigade de la Haute-Saône
La demi-brigade de la Haute-Saône était formée de :
- 7e bataillon de volontaires de Saône-et-Loire
- 9e bataillon de volontaires de la Haute-Saône
- 10e bataillon de volontaires de la Haute-Saône

Historique
La demi-brigade de la Haute-Saône, fait les campagnes de l'an II et de l'an III à l'armée des Pyrénées-Occidentales.

Lors du second amalgame, elle est incorporée dans la 29e demi-brigade légère de deuxième formation

### Demi-brigade de la Sarthe
La demi-brigade de la Sarthe était formée de :
- 5e bataillon de volontaires des Basses-Pyrénées
- 4e bataillon de volontaires des Hautes-Pyrénées
- 2e bataillon de volontaires de la Sarthe

Historique
La demi-brigade de la Sarthe, fait les campagnes de l'an II et de l'an III à l'armée des Pyrénées-Occidentales.

Lors du second amalgame, elle est incorporée dans la 7e demi-brigade légère de deuxième formation

### Demi-brigade des Deux-Sèvres
La demi-brigade des Deux-Sèvres était formée de :
- 2e bataillon de volontaires du Tarn
- 1er bataillon de volontaires des Deux-Sèvres
- 3e bataillon de volontaires des Deux-Sèvres

Historique
La demi-brigade des Deux-Sèvres, fait la campagne de l'an III à l'armée des Pyrénées-Occidentales et celle de l'an IV à l'armée de l'Ouest.

Lors du second amalgame, elle est incorporée dans la 63e demi-brigade de deuxième formation

### Demi-brigade de la Seine-Inférieure
La demi-brigade de la Seine-Inférieure était formée de :
- 9e bataillon de volontaires de la Seine-Inférieure
- 10e bataillon de volontaires du Calvados
- 10e bataillon de volontaires du Pas-de-Calais

Historique
La demi-brigade de la Seine-Inférieure, fait les campagnes de l'an II et de l'an III à l'armée du Nord et celle de l'an IV à l'armée d'Italie.

Lors du second amalgame, elle est incorporée dans la 14e demi-brigade légère de deuxième formation

### Demi-brigade de Tirailleurs
La demi-brigade de Tirailleurs était formée de :
- 3e bataillon de chasseurs francs du Nord également appelé bataillon de chasseurs du Petit-Capucin
- 5e bataillon de chasseurs francs du Nord
- 3e bataillon de tirailleurs
- 4e bataillon de tirailleurs

Historique
Formée aux environs de Cologne, le 17 messidor an III (5 juillet 1795), la demi-brigade de Tirailleurs, fait la campagne de l'an II à l'armée de la Moselle, celle de l'an III à l'armée de Rhin-et-Moselle et celle de l'an IV à l'armée de Sambre-et-Meuse.

Lors du second amalgame, elle est incorporée dans la 15e demi-brigade légère de deuxième formation

### Demi-brigade de l'Yonne
La demi-brigade de l'Yonne était formée de :
- 2e bataillon de volontaires de l'Yonne
- 21e bataillon de volontaires des réserves
- 7e bataillon de volontaires du Nord également appelé 2e bataillon de Cambrai

Historique
La demi-brigade de l'Yonne, fait les campagnes de l'an III et de l'an IV à l'armée de Sambre-et-Meuse.

Lors du second amalgame, le 1er bataillon est incorporé dans la 67e demi-brigade de deuxième formation et les 2e et 3e bataillons sont incorporés dans la 16e demi-brigade de deuxième formation.

## Demi-brigades d'infanterie légère
32 demi-brigades légères furent formées lors de cette première formation.

### 1redemi-brigade légère
La 1re demi-brigade légère de première formation était formée des :
- 1er bataillon de chasseurs (ci-devant Royal de Provence)
- 8e bataillon de volontaires de la Gironde
- 1er bataillon des Vengeurs levé dans le Midi

Historique
Formée le 28 prairial an III (16 juin 1795), la 1re demi-brigade légère, fait les campagnes de l'an III et de l'an IV avec l'armée d'Italie.

Lors du second amalgame, elle est incorporée dans la 17e demi-brigade légère de deuxième formation

### 2edemi-brigade légère
La 2e demi-brigade légère de première formation était formée des :
- 2e bataillon de chasseurs (ci-devant Royal de Dauphiné)
- 9e bataillon de volontaires de l'Isère
- 1er bataillon franc de la République

Historique
Formée en l'an II (1794), la 2e demi-brigade légère, fait les campagnes de l'an II et de l'an III à l'armée des Alpes et celle de l'an IV avec l'armée d'Italie.

Lors du second amalgame, elle est incorporée dans la 12e demi-brigade légère de deuxième formation

### 3edemi-brigade légère
La 3e demi-brigade légère de première formation était formée des :
- 3e bataillon de chasseurs (ci-devant Royaux-Corses)
- 2e bataillon de chasseurs révolutionnaires
- 4e bataillon de volontaires des Hautes-Alpes également appelé 1er bataillon de chasseurs des Alpes
- Bataillon de chasseurs des Hautes-Alpes

Historique
Formée le 1er germinal an II (21 mars 1794), la 3e demi-brigade légère, fait la campagne de l'an II à l'armée des Pyrénées, celle de l'an III à l'armée des Alpes et celle de l'an IV avec l'armée du Rhin.

Lors du second amalgame, elle est incorporée dans la 11e demi-brigade légère de deuxième formation.

### 4edemi-brigade légère
La 4e demi-brigade légère de première formation était formée des :
- 4e bataillon de chasseurs (ci-devant Corses)
- 1er bataillon de volontaires de la Creuse
- 5e bataillon de volontaires de l'Ain

Historique
Formée le 19 thermidor an II (6 août 1794) à Colmar, la 4e demi-brigade légère, fait les campagnes de l'an II et de l'an III avec l'armée du Rhin et celle de l'an IV à l'armée de Rhin-et-Moselle.

Lors du second amalgame, elle est incorporée dans la 21e demi-brigade légère de deuxième formation
Personnalités
Antoine Joseph Robin alors chef du 1er bataillon

### 4edemi-brigade légère bis
La 4e demi-brigade légère bis de première formation qui était également appelée demi-brigade des Allobroges était formée des :
- 1er bataillon de la légion des Allobroges
- 2e bataillon de la légion des Allobroges
- 4e bataillon de chasseurs des montagnes

Historique
La 4e demi-brigade légère bis est formée le 16 brumaire germinal an IV (7 novembre 1795).

Lors du second amalgame, elle est incorporée dans la 27e demi-brigade légère de deuxième formation
Personnalités
- Joseph Marie Dessaix alors capitaine.
- François Amédée Doppet alors lieutenant-colonel.

### 5edemi-brigade légère
La 5e demi-brigade légère de première formation était formée des :
- 5e bataillon de chasseurs (ci-devant Cantabres)
- 1er bataillon formé de plusieurs compagnies de chasseurs des montagnes des Pyrénées-Occidentales
- 2e bataillon formé de plusieurs compagnies de chasseurs des montagnes des Pyrénées-Occidentales

Historique
Formée le 4 floréal an III (23 avril 1795), la 5e demi-brigade légère fait la campagne de l'an III à l'armée des Pyrénées-Orientales.

Lors du second amalgame, elle est incorporée dans la 24e demi-brigade légère de deuxième formation.
Personnalité
- Bon-Adrien Jeannot de Moncey alors chef de bataillon

### 6edemi-brigade légère
La 6e demi-brigade légère de première formation était formée des :
- 6e bataillon de chasseurs (ci-devant Bretons)
- 8e bataillon de volontaires du Calvados
- 4e bataillon de volontaires de Saône-et-Loire

Historique
Formée à Belfort le 7 messidor an III (25 juin 1795), la 6e demi-brigade légère fait la campagne de l'an III à l'armée des Alpes et celle de l'an IV à l'armée d'Italie 

Lors du second amalgame, le 1er bataillon est incorporé dans la 5e demi-brigade légère de deuxième formation et les 2e et 3e bataillons sont incorporés dans la 29e demi-brigade légère de deuxième formation.

### 7edemi-brigade légère
La 7e demi-brigade légère de première formation était formée des :
- 7e bataillon de chasseurs (ci-devant d'Auvergne)
- 1er bataillon de volontaires de la Corrèze
- 2e bataillon de volontaires de la Dordogne

Historique
Formée à Niederhöchstadt le 24 juin 1794, la 7e demi-brigade légère fait les campagnes de l'an II et de l'an III à l'armée du Rhin et celle de l'an IV à l'armée de Rhin-et-Moselle 

Lors du second amalgame, elle est incorporée dans la 3e demi-brigade légère de deuxième formation

### 8edemi-brigade légère
La 8e demi-brigade légère de première formation était formée des :
- 8e bataillon de chasseurs (ci-devant des Vosges)
- 1er bataillon de volontaires du Cantal
- 2e bataillon de la légion de la Moselle

Historique
La 8e demi-brigade légère fait les campagnes de l'an III et de l'an IV à l'armée des Pyrénées-Orientales, puis la campagne d'Italie, où on la retrouve notamment à Montenotte sous Masséna.

Lors du second amalgame, elle est incorporée dans la 4e demi-brigade légère de deuxième formation
Personnalités
Étienne Alexandre Bardin alors commandant d'une compagnie.

### 9edemi-brigade légère
La 9e demi-brigade légère de première formation était formée des :
- 9e bataillon de chasseurs (ci-devant des Cévennes)
- 28e bataillon de chasseurs
- bataillon d'éclaireurs de la Meuse également appelé bataillon d'éclaireurs du mont d'Haure

Historique
La 9e demi-brigade légère fait la campagne de l'an II à l'armée du Nord et de celles de l'an III et de l'an IV à l'armée de Sambre-et-Meuse. 

Lors du second amalgame, elle est incorporée dans la 9e demi-brigade légère de deuxième formation

### 10edemi-brigade légère
La 10e demi-brigade légère de première formation était formée des :
- 10e bataillon de chasseurs (ci-devant du Gévaudan)
- 16e bataillon de chasseurs également appelé Légion du Centre
- 1er bataillon de la légion de la Moselle

Historique
La 10e demi-brigade légère fait les campagnes de l'an III et de l'an IV à l'armée de Sambre-et-Meuse. 

Lors du second amalgame, elle est incorporée dans la 20e demi-brigade légère de deuxième formation.

### 11edemi-brigade légère
La 11e demi-brigade légère de première formation était formée des :
- 11e bataillon de chasseurs (ci-devant des Ardennes)
- 6e bataillon de volontaires de la Drôme
- 5e bataillon de volontaires du Doubs

Historique
La 11e demi-brigade légère fait la campagne de l'an III à l'armée du Rhin et de celle de l'an IV à l'armée de Rhin-et-Moselle. 

Lors du second amalgame, elle est incorporée dans la 10e demi-brigade légère de deuxième formation

### 12edemi-brigade légère
La 12e demi-brigade légère de première formation est formée des :
- 12e bataillon de chasseurs (ci-devant du Roussillon)
- 3e bataillon de volontaires de la Haute-Saône
- 2e bataillon de volontaires de Lot-et-Garonne

Historique
Formée le 8 juillet 1794, la 12e demi-brigade légère fait les campagnes de l'an II et de l'an III à l'armée du Rhin et celle de l'an IV à l'armée de Rhin-et-Moselle. 

Lors du second amalgame, elle est incorporée dans la 16e demi-brigade légère de deuxième formation
Personnalités
- Jean Gheneser alors lieutenant

### 13edemi-brigade légère
La 13e demi-brigade légère de première formation était formée des :
- 13e bataillon de chasseurs[21],[22]
- 8e bataillon de volontaires de la Marne également appelé bataillon de volontaires de chasseurs de Reims
- 17e bataillon de chasseurs levé en Corse[23]

Historique
Formée à Arlon, la 13e demi-brigade légère fait les campagnes de l'an II et de l'an IV à l'armée de la Moselle. 

Lors du second amalgame, elle est incorporée dans la 25e demi-brigade légère de deuxième formation
Personnalités
Jean-Baptiste Drouet d'Erlon alors capitaine

### 14edemi-brigade légère
La 14e demi-brigade légère de première formation était formée des :
- 14e bataillon de chasseurs[21]
- 5e bataillon de tirailleurs
- Bataillon de chasseurs de Mont Cassel

Historique
La 14e demi-brigade légère fait les campagnes de l'an III et de l'an IV à l'armée du Nord. 

Lors du second amalgame, elle est incorporée dans la 1re demi-brigade légère de deuxième formation

### 14edemi-brigade légèrebis
La 14e demi-brigade légère bis de première formation était formée des :
- 14e bataillon bis de chasseurs[23]
- 3e bataillon de volontaires du Cher
- 1er bataillon de volontaires de la Dordogne

Historique
La 14e demi-brigade légère bis fait les campagnes de l'an II et de l'an III à l'armée du Rhin et celle de l'an IV à l'armée de Rhin-et-Moselle. 

Lors du second amalgame, elle est incorporée dans la 21e demi-brigade légère de deuxième formation

### 15edemi-brigade légère
La 15e demi-brigade légère de première formation était formée des :
- 15e bataillon de chasseurs levé en Corse[23],[24],[25]
- 2e bataillon de volontaires des Bouches-du-Rhône dans lequel le 5e bataillon de volontaire de Vaucluse a été incorporé
- 9e bataillon de volontaires du district de Lille

Historique
Formée le 22 messidor an II (10 juillet 1794), la 15e demi-brigade légère fait les campagnes de l'an II, de l'an III et de l'an IV à l'armée d'Italie. 

Lors du second amalgame, elle est incorporée dans la 27e demi-brigade légère de deuxième formation
Personnalités
- Horace Sébastiani

### 15edemi-brigade légèrebis
La 15e demi-brigade légère bis de première formation était formée des :
- 15e bataillon bis de chasseurs[26],[27]
- 4e bataillon de volontaires des Vosges
- 8e bataillon de volontaires de la Drôme

Historique
La 15e demi-brigade légère bis fait les campagnes de l'an II et de l'an III à l'armée du Rhin et celle de l'an IV à l'armée de Rhin-et-Moselle. 

Lors du second amalgame, elle est incorporée dans la 3e demi-brigade légère de deuxième formation

### 16edemi-brigade légère
La 16e demi-brigade légère de première formation était formée des :
- 16e bataillon de chasseurs levé en Corse[23]
- 1er bataillon de volontaires de l'Aveyron
- 8e bataillon de volontaires de l'Isère

Historique
La 16e demi-brigade légère fait les campagnes de l'an III et de l'an IV à l'armée d'Italie. 

Lors du second amalgame, elle est incorporée dans la 22e demi-brigade légère de deuxième formation
Personnalités
Pierre-Francois Mont-Serraz

### 16edemi-brigade légèrebis
La 16e demi-brigade légère bis de première formation était formée des :
- 1er bataillon de chasseurs volontaires de la Meuse également appelé Bataillon de chasseurs de Bar-sur-Ornain
- Bataillon de chasseurs du Rhin
- 6e bataillon bis de volontaires du Nord également appelé bataillon de chasseurs du Nord

Historique
Formée à Mayence, la 16e demi-brigade légère bis fait la campagne de l'an III à l'armée de Sambre-et-Meuse et celle de l'an IV à l'armée de Rhin-et-Moselle. 

Lors du second amalgame, elle est incorporée dans la 26e demi-brigade légère de deuxième formation

### 17edemi-brigade légère
La 17e demi-brigade légère de première formation n'a pas été formée.
Historique
Le 17e bataillon de chasseurs levé en Corse qui devait former le noyau de cette demi-brigade est entré dans la composition de la 13e demi-brigade légère de première formation

### 17edemi-brigade légèrebis
La 17e demi-brigade légère bis de première formation était formée des :
- 1er bataillon de la légion des Alpes
- 2e bataillon de volontaires de l'Allier
- 9e bataillon de volontaires de l'Ain également appelé 1er bataillon de volontaires de Châtillon

Historique
Formée à Strasbourg, la 17e demi-brigade légère bis fait les campagnes de l'an III et de l'an IV à l'armée de Rhin-et-Moselle. 

Lors du second amalgame, elle est incorporée dans la 26e demi-brigade légère de deuxième formation

### 18edemi-brigade légère
La 18e demi-brigade légère de première formation était formée des :
- 18e bataillon de chasseurs levé en Corse[23]
- 3e bataillon de volontaires de Vaucluse
- 3e bataillon de volontaires du Mont-Blanc

Historique
La 18e demi-brigade légère fait les campagnes de l'an II, de l'an III et de l'an IV à l'armée d'Italie. 

Lors du second amalgame, elle est incorporée dans la 29e demi-brigade légère de deuxième formation

### 18edemi-brigade légèrebis
La 18e demi-brigade légère bis de première formation était formée des :
- 2e bataillon de la légion des Alpes
- 5e bataillon de volontaires des Côtes maritimes
- 6e bataillon de volontaires du Doubs

Historique
La 18e demi-brigade légère bis fait les campagnes de l'an II et de l'an III à l'armée d'Italie et celles de l'an IV et de l'an V à l'armée des Alpes. 

Lors du second amalgame, elle est incorporée dans la 23e demi-brigade légère de deuxième formation

### 19edemi-brigade légère
La 19e demi-brigade légère de première formation était formée des :
- 19e bataillon de chasseurs
- 8e bataillon de volontaires des Vosges
- 7e bataillon de volontaires de la Manche

Historique
La 19e demi-brigade légère fait les campagnes de l'an II, de l'an III, de l'an IV et de l'an V à l'armée de l'Ouest. 

Lors du second amalgame, elle est incorporée dans la 6e demi-brigade légère de deuxième formation

### 19edemi-brigade légèrebis
La 19e demi-brigade légère bis de première formation était formée des :
- 1er bataillon de la légion du Nord
- 2e bataillon de la légion du Nord
- 2e bataillon de tirailleurs de la frontière des Alpes
- 2e bataillon des corps francs[28],[29]

Historique
La 19e demi-brigade légère bis fait la campagne de l'an III à l'armée du Rhin. 

Lors du second amalgame, elle est incorporée dans la 53e demi-brigade de deuxième formation

### 20edemi-brigade légère
La 20e demi-brigade légère de première formation était formée des :
- 20e bataillon de chasseurs
- 3e bataillon de Paris de seconde formation pour la Vendée
- 9e bataillon de volontaires de la Haute-Garonne
- 10e bataillon de volontaires de la Haute-Garonne

Historique
La 20e demi-brigade légère fait les campagnes de l'an II et de l'an III à l'armée des Pyrénées et celle de l'an IV à l'armée d'Italie. 

Lors du second amalgame, elle est incorporée dans la 7e demi-brigade légère de deuxième formation.

### 20edemi-brigade légèrebis
La 20e demi-brigade légère bis de première formation était formée des :
- 1er bataillon des corps francs
- 11e bataillon de volontaires du Doubs
- 4e bataillon bis de volontaires de la Charente

Historique
La 20e demi-brigade légère bis fait la campagne de l'an II à l'armée de la Moselle et celles de l'an III et de l'an IV à l'armée de Rhin-et-Moselle. 

Lors du second amalgame, elle est incorporée dans la 10e demi-brigade légère de deuxième formation

### 21edemi-brigade légère
La 21e demi-brigade légère de première formation était formée des :
- 1er bataillon franc de Muller[30] qui deviendra le 21e bataillon de chasseurs[31]
- 10e bataillon des Fédérés Nationaux
- 17e bataillon des Fédérés Nationaux

Historique
Créée le 31 mars 1794 la 21e demi-brigade légère fait les campagnes de l'an II et de l'an III à l'armée du Nord et celle de l'an IV à l'armée de Sambre-et-Meuse. 

Lors du second amalgame, elle est incorporée dans la 2e demi-brigade légère de deuxième formation
Personnalités
Jean Adam Schramm, Joseph Martin Madeleine Ferrière alors capitaine

### 21edemi-brigade légèrebis
La 21e demi-brigade légère bis de première formation était formée des :
- 1er bataillon de volontaires de Villefranche
- 11e bataillon de volontaires de la Côte-d'Or
- 1er bataillon de volontaires du Rhône

Historique
Lors du second amalgame, elle est incorporée dans la 21e demi-brigade légère de deuxième formation
PersonnalitésCharles Stanislas Marion alors chef de bataillon

### 22edemi-brigade légère
La 22e demi-brigade légère de première formation était formée des :
- 22e bataillon de chasseurs également appelé légion de Rosenthal ou légion germanique[33]
- 1er bataillon chasseurs de la Neste également appelé 1er bataillon de Miquelets de la Neste
- 5e bataillon de volontaires des Hautes-Pyrénées également appelé 2e bataillon de volontaires d'Argelès

Historique
Créée en 1795, la 22e demi-brigade légère fait la campagne de l'an III à l'armée de l'Ouest.

Lors du second amalgame, elle est incorporée dans la 5e demi-brigade légère de deuxième formation
Personnalités
Jean-Antoine David

### 23edemi-brigade légère
La 23e demi-brigade légère de première formation était formée des :
- 26e bataillon de chasseurs
- 1er bataillon de la légion des Ardennes également appelé 11e bataillon bis de chasseurs
- 16e bataillon bis de chasseurs

Historique
Formée le 28 frimaire an III (18 décembre 1794), la 23e demi-brigade légère fait les campagnes de l'an II, de l'an III et de l'an IV aux armées du Rhin et de Rhin-et-Moselle.

Lors du second amalgame, elle est incorporée dans la 16e demi-brigade légère de deuxième formation

### 24edemi-brigade légère
La 24e demi-brigade légère de première formation n'a pas été formée.
Historique
Le 24e bataillon de chasseurs qui devait former le noyau de cette demi-brigade est entré dans la composition des bataillons de tirailleurs.

### 25edemi-brigade légère
La 25e demi-brigade légère de première formation n'a pas été formée.
Historique
Les éléments qui devaient entrer dans la composition de cette demi-brigade ont été incorporés dans la 29e demi-brigade légère de deuxième formation

### 26edemi-brigade légère
La 26e demi-brigade légère de première formation n'a pas été formée.
Historique
Le 26e bataillon de chasseurs qui devait former le noyau de cette demi-brigade est entré dans la composition de la 23e demi-brigade légère de première formation

### 27edemi-brigade légère
La 27e demi-brigade légère de première formation n'a pas été formée.
Historique
Le 27e bataillon de chasseurs qui devait former le noyau de cette demi-brigade est entré dans la composition des bataillons de tirailleurs.
Personnalités
Marc Antoine Lacuée

### 28edemi-brigade légère
La 28e demi-brigade légère de première formation n'a pas été formée.
Historique
Le 28e bataillon de chasseurs qui devait former le noyau de cette demi-brigade est entré dans la composition de la 9e demi-brigade légère de deuxième formation.

Un détachement de la 28e demi-brigade légère sera incorporé dans la 82e demi-brigade de deuxième formation

### 29edemi-brigade légère
La 29e demi-brigade légère de première formation était formée des :
- 29e bataillon de chasseurs également appelé 1er bataillon de la légion des Pyrénées
- 30e bataillon de chasseurs également appelé 2e bataillon de la légion des Pyrénées
- 3e bataillon de chasseurs des Montagnes

Historique
La 29e demi-brigade légère fait les campagnes de l'an III et de l'an IV à l'armée des Pyrénées.

Lors du second amalgame, elle est incorporée dans la 35e demi-brigade de deuxième formation

### 30edemi-brigade légère
La 30e demi-brigade légère de première formation était formée des :
- 1er bataillon de la légion Franche étrangère
- 2e bataillon de la légion Franche étrangère
- 3e bataillon de la légion Franche étrangère
- 4e bataillon de la légion Franche étrangère
- bataillon de chasseurs de la légion Franche étrangère

Historique
La 30e demi-brigade légère fait les campagnes de l'an II, de l'an III et de l'an IV à l'armée du Nord.

Lors du second amalgame, elle est incorporée dans la 8e demi-brigade légère de deuxième formation

### 31edemi-brigade légère
La 31e demi-brigade légère de première formation n'a pas été formée.
Historique
Les éléments qui devaient former cette demi-brigade sont entrés dans la composition de différents corps.

### 32edemi-brigade légère
La 32e demi-brigade légère de première formation était formée des :
- 32e bataillon de chasseurs
- 4e bataillon de chasseurs francs du Nord
- bataillon de chasseurs du Hainaut

Historique
La 32e demi-brigade légère fait la campagne de l'an III à l'armée du Nord et celle de l'an IV à l'armée d'Italie.

Lors du second amalgame, elle est incorporée dans la 17e demi-brigade légère de deuxième formation
Personnalités
Jean-Baptiste Deshayes

## Cavalerie
Les régiments de cavalerie n'ont pas été impactés par cet amalgame.